# Cancale
Cancale est une commune française située dans le département d'Ille-et-Vilaine, en région Bretagne, peuplée de 5 554 habitants. Elle est réputée pour ses huîtres plates sauvages issues de bancs naturels existant en eau profonde et plus récemment (vers 1950) pour ses huîtres creuses d'élevage.

## Géographie

### Localisation
Cancale se situe à l'extrémité ouest de la baie du Mont-Saint-Michel, sur les côtes de l'Ille-et-Vilaine (côte d'Émeraude), à quinze kilomètres à l'est de Saint-Malo. La baie de Cancale est délimitée par la pointe des Roches Noires au sud et la pointe des Crolles au nord.

### Communes limitrophes
| La Manche     | La Manche              | La Manche |
| Saint-Coulomb | Cancale                |           |
|               | Saint-Méloir-des-Ondes | La Manche |

### Relief
La superficie de la commune est de 1 261 hectares. L'altitude varie entre 0 et 56 m.

### Cadre géologique

Carte géologique du Massif armoricain, avec au nord-est le batholite mancellien et ses nombreux plutons de granite cadomien (Trégor, Lanhélin, Saint-Broladre, Avranches, Carolles-Vire…). Ce batholite dessine une ellipse de 150 km (d'Alençon à la Rance) sur 90 km (de Vitré à Vire).

Cancale est localisée dans la partie médiane du domaine nord armoricain, unité géologique du Massif armoricain qui est le résultat de trois chaînes de montagne successives. Le site géologique de la bande côtière se situe plus précisément dans un bassin sédimentaire essentiellement briovérien dans lequel se sont mis en place des granitoïdes intrusifs formant le batholite mancellien,.
La morphologie littorale résulte de l'érosion différentielle entre une roche magmatique, le leucogranite de Cancale (affleurant à Port-Briac et à la pointe du Grouin) et les métasédiments briovériens plus tendres (métasédiments « à phtanites » présentant des alternances schisto-gréseuses) aux dépens desquels s'est formée la baie du Mont-Saint-Michel et sur lesquels s'est développée la commune. À l'ouest de Cancale, la bande de micaschistes et paragneiss de Langrolay correspond à l'enveloppe métamorphique des migmatites de Saint-Malo. La couche quaternaire est composée de lœss pédogénéisés reposant sur des sables éoliens tronqués ou sur le substrat rocheux très fortement arénisé.
Touristiquement, les principaux aspects de la géologie de cette bande côtière peuvent être abordés au cours de promenades géologiques qui permettent d'observer sur un espace réduit des roches d'âge et de nature différents, des structures géologiques (cisaillement, faille, pli, schistosité) témoins de phénomènes géologiques d'ampleur (magmatisme, tectogenèse, métamorphisme, érosion…).

### Hydrographie
Pour un article plus général, voir Réseau hydrographique d'Ille-et-Vilaine.
La commune est située dans le bassin Loire-Bretagne. Elle est drainée par le ruisseau de la Trinité,.

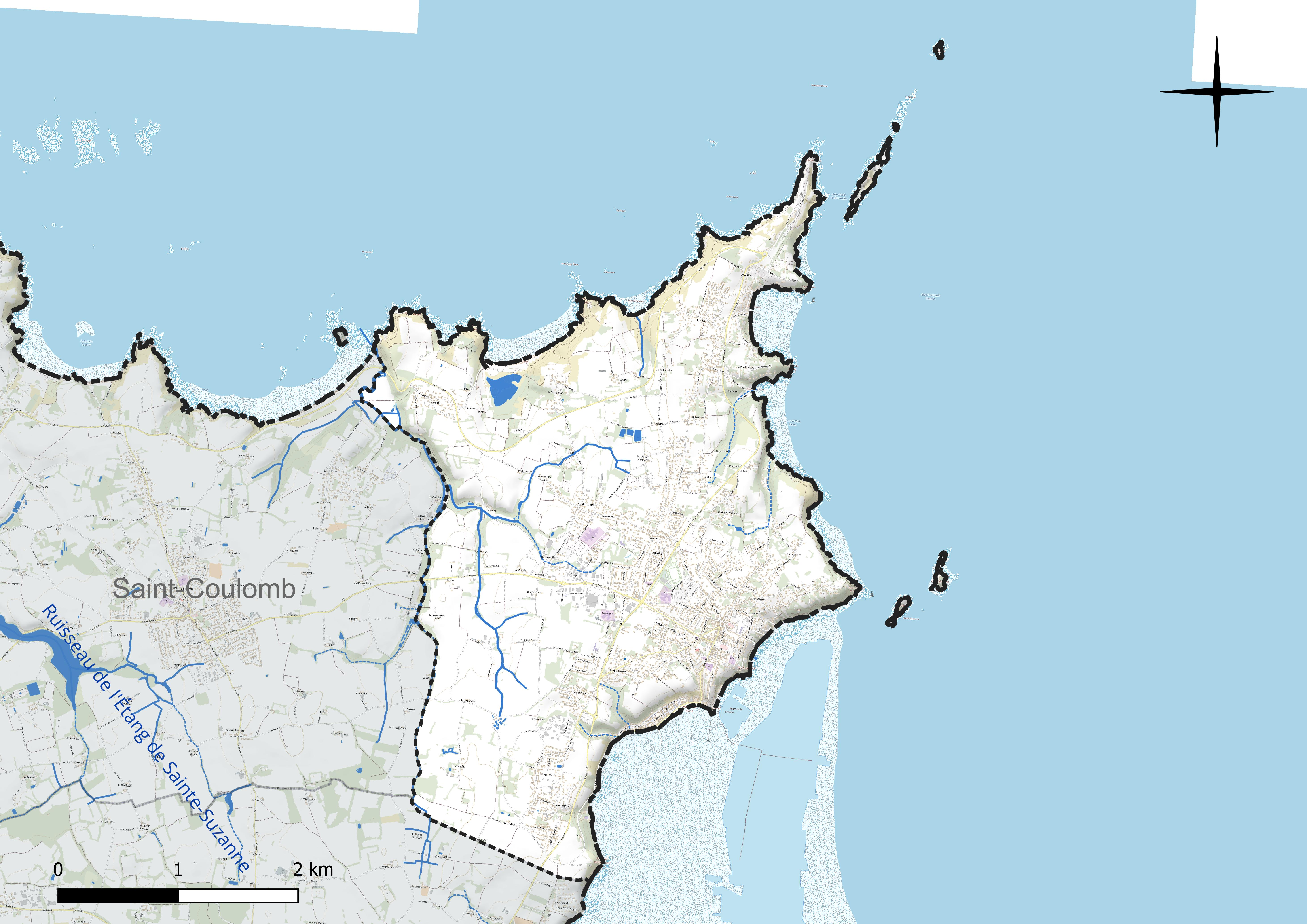
Réseau hydrographique de Cancale.

### Climat
Pour des articles plus généraux, voir Climat de la Bretagne et Climat d'Ille-et-Vilaine.
En 2010, le climat de la commune est de type climat océanique franc, selon une étude du CNRS s'appuyant sur une série de données couvrant la période 1971-2000. En 2020, Météo-France publie une typologie des climats de la France métropolitaine dans laquelle la commune est exposée à un climat océanique et est dans la région climatique  Bretagne orientale et méridionale, Pays nantais, Vendée, caractérisée par une faible pluviométrie en été et une bonne insolation. Parallèlement l'observatoire de l'environnement en Bretagne publie en 2020 un zonage climatique de la région Bretagne, s'appuyant sur des données de Météo-France de 2009. La commune est, selon ce zonage, dans la zone « Littoral doux », exposée à un climat venté avec des étés cléments.
Pour la période 1971-2000, la température annuelle moyenne est de 11,3 °C, avec une amplitude thermique annuelle de 11,7 °C. Le cumul annuel moyen de précipitations est de 724 mm, avec 12,2 jours de précipitations en janvier et 6,7 jours en juillet. Pour la période 1991-2020, la température moyenne annuelle observée sur la station météorologique la plus proche, située sur la commune de Pleurtuit à 19 km à vol d'oiseau, est de 11,9 °C et le cumul annuel moyen de précipitations est de 752,0 mm,. Pour l'avenir, les paramètres climatiques de la commune estimés pour 2050 selon différents scénarios d'émission de gaz à effet de serre sont consultables sur un site dédié publié par Météo-France en novembre 2022.

### Voies de communication et transports
Les voies rapides à proximité sont la N176 qui longe dans l'ensemble la côte d'émeraude depuis Pontorson jusqu'à la jonction avec la N12, et la D137 qui fait la liaison Saint Malo - Rennes.
Le stationnement à Cancale peut être parfois difficile en haute saison, c'est pourquoi la majorité des parkings y sont payants.

### Transport en commun
La gare SNCF la plus proche est celle de La Gouesnière. Bien qu'elle soit sur le territoire de la commune de Saint-Méloir-des-Ondes, cette-dernière est appelée Gare de La Gouesnière - Cancale - Saint-Méloir-des-Ondes en raison de sa proximité avec les trois communes. Il y a aussi la Gare de Saint-Malo, elle est plus facile d'accès via les transports en commun. Avec la ligne  du réseau MAT, compter une demi-heure pour faire Cancale vers Gares.
L'aéroport le plus proche se situe sur la commune de Pleurtuit à proximité de Dinard. Il se trouve à environ 25 km de Cancale.
La commune de Cancale est desservie par le réseau MAT et le réseau BreizhGo avec les lignes     pour le réseau MAT et la ligne 571 (Saint-Malo <> Fougères) pour le réseau BreizhGo. Cancale possède aussi des lignes de cars scolaire pour les collèges de Cancale (lignes 100 a 112) ainsi que les collèges et lycées de Saint-Malo (lignes 5a, 5b, 203, 300, 303, 306 et 521); ils sont opérés par le réseau MAT.

## Urbanisme

### Typologie
Au 1er janvier 2024, Cancale est catégorisée bourg rural, selon la nouvelle grille communale de densité à sept niveaux définie par l'Insee en 2022.
Elle appartient à l'unité urbaine de Cancale, une unité urbaine monocommunale constituant une ville isolée,. Par ailleurs la commune fait partie de l'aire d'attraction de Saint-Malo, dont elle est une commune de la couronne,. Cette aire, qui regroupe 35 communes, est catégorisée dans les aires de 50 000 à moins de 200 000 habitants,.
La commune, bordée par la Manche, est également une commune littorale au sens de la loi du 3 janvier 1986, dite loi littoral. Des dispositions spécifiques d'urbanisme s'y appliquent dès lors afin de préserver les espaces naturels, les sites, les paysages et l'équilibre écologique du littoral, tel le principe d'inconstructibilité, en dehors des espaces urbanisés, sur la bande littorale des 100 mètres, ou plus si le plan local d'urbanisme le prévoit.

### Occupation des sols

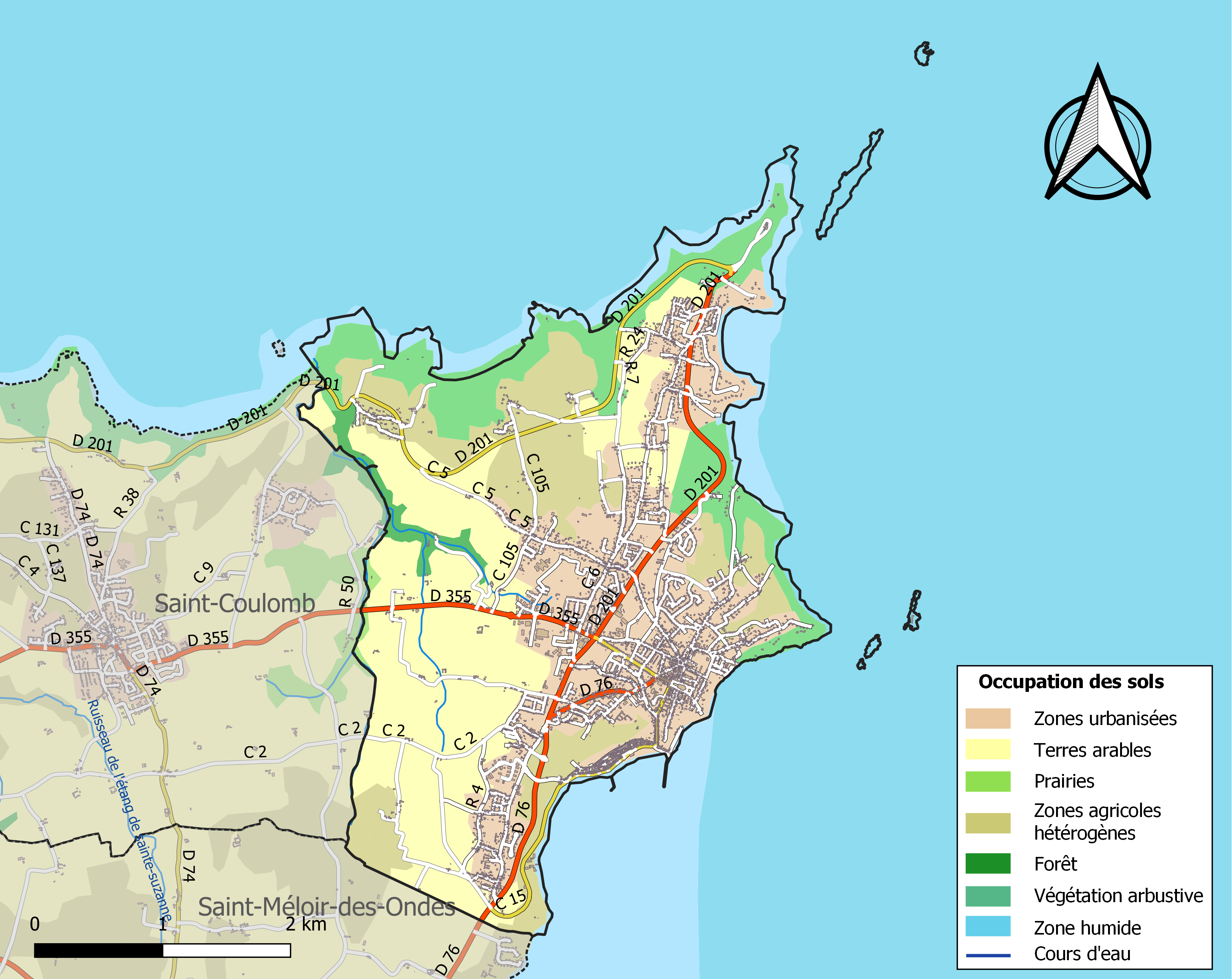
Carte des infrastructures et de l'occupation des sols de la commune en 2018 (CLC).

L'occupation des sols de la commune, telle qu'elle ressort de la base de données européenne d'occupation biophysique des sols Corine Land Cover (CLC), est marquée par l'importance des territoires agricoles (50,8 % en 2018), en diminution par rapport à 1990 (56,9 %). La répartition détaillée en 2018 est la suivante :
zones urbanisées (31,9 %), terres arables (31,5 %), zones agricoles hétérogènes (18,9 %), milieux à végétation arbustive et/ou herbacée (13 %), forêts (1,8 %), zones humides côtières (1,5 %), eaux maritimes (1 %), prairies (0,3 %). L'évolution de l'occupation des sols de la commune et de ses infrastructures peut être observée sur les différentes représentations cartographiques du territoire : la carte de Cassini (XVIIIe siècle), la carte d'état-major (1820-1866) et les cartes ou photos aériennes de l'IGN pour la période actuelle (1950 à aujourd'hui).

### Morphologie urbaine
Cancale est composée d'un centre-ville qui s'est construit autour du port de la houle et de plusieurs lieux-dits, situés à l'est de la commune.
Au nord se trouve la Pointe du Grouin près de laquelle se sont implantés plusieurs hôtels et restaurants.
L'ouest et le sud sont, quant à eux, principalement constitués de champs agricoles.

### Logement
En 2009, le nombre total de logements dans la commune était de 3 896, alors qu'il était de 3 661 en 1999.
Parmi ces logements, 62,7 % étaient des résidences principales, 33,1 % des résidences secondaires et 4,2 % des logements vacants. Ces logements étaient pour 79,0 % d'entre eux des maisons individuelles et pour 20,6 % des appartements.
La proportion des résidences principales, propriétés de leurs occupants était de 67,1 %, en hausse par rapport à 1999 (63,1 %). La part de logements HLM loués vides (logements sociaux) était stable : 8,8 % contre 8,5 % en 1999.

### Projets d'aménagements
De nombreux thèmes sont abordés dans le projet d'aménagement de Cancale, comme le développement de l'habitat ainsi que l'accueil des nouveaux habitants afin d'offrir la possibilité de proposer des logements adaptés aux besoins des jeunes actifs qui ont dû quitter la commune. L'activité économique durable y est également évoquée. L'objectif est de préserver les terres agricoles destinées aux productions légumières hivernales indispensables au bassin malouin, sans oublier les activités conchylicoles.

## Toponymie
Le nom de la localité est attesté sous la forme Cancavena en 1030, Cancauna en 1182, Cancanna en 1183.
Le premier élément Canc- représente peut-être le breton konk « port, abri, conque »,. Le second élément est le breton aven « rivière ».
Cette rivière est probablement le Guyoult qui se jette entre la pointe du Grouin et l'île des Landes, au nord de Cancale, ce passage se nommant en effet « chenal de la Vieille Rivière ».
Le gentilé est Cancalais.

## Histoire

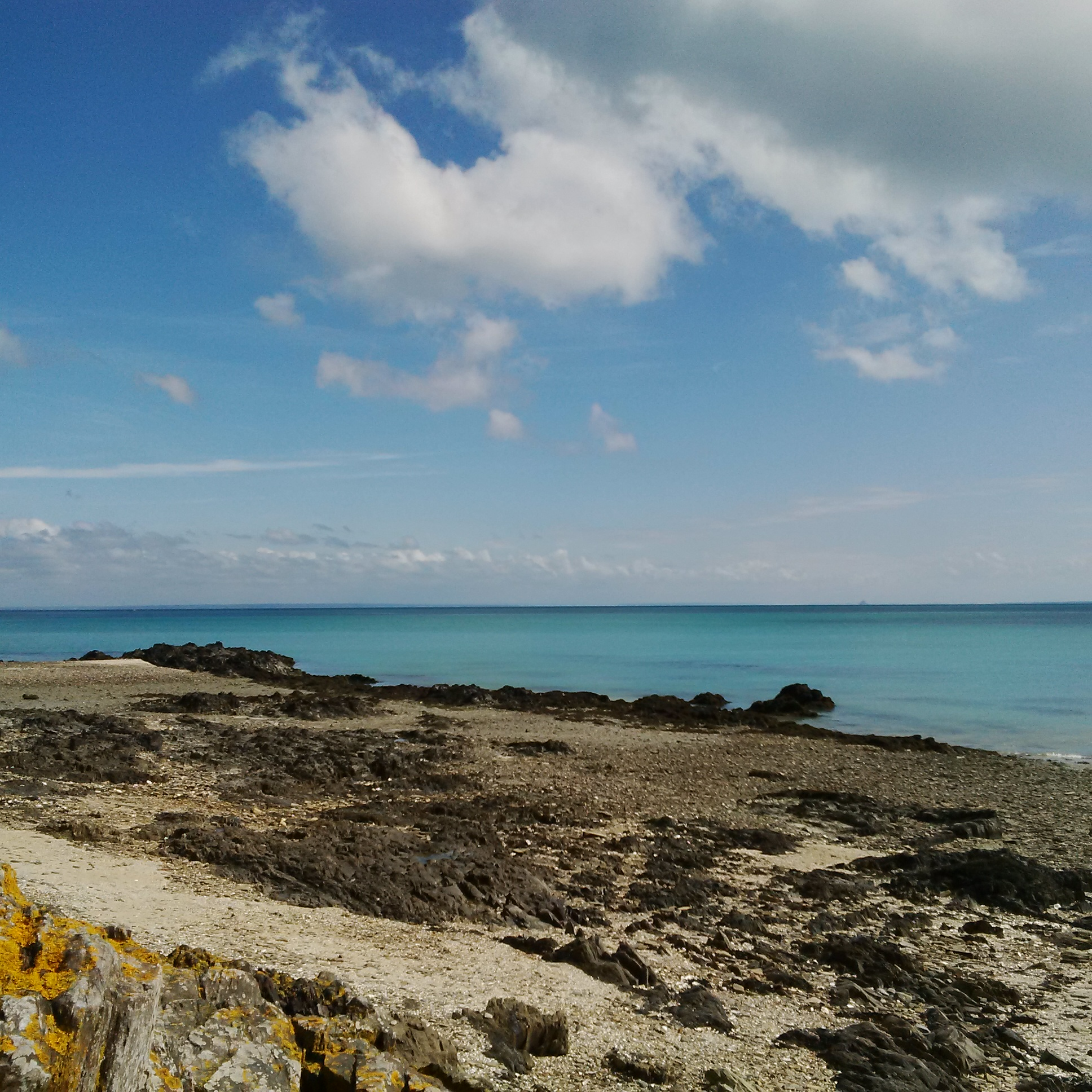
Pointe des Roches Noires, Cancale.

Une présence humaine est attestée sur la côte cancalaise dès le Paléolithique moyen. Il subsiste également des traces de présence gauloise (ferme de la Ville es Péniaux) et gallo-romaine (villas gallo-romaines, pesons de pêche). Selon le texte hagiographique et en partie légendaire Vita Meveni écrit vers 1084 par le moine Ingomar, saint Méen parti du pays de Galles aurait débarqué dans la baie du Mont Saint-Michel pour fonder Cancale) vers 545 puis évangéliser l'Armorique, d'où l'existence d'une pierre portant ses empreintes de pied et d'une fontaine aux pouvoirs miraculeux (guérison contre ergotisme, rachitisme, folie, maladies de la peau telle l'impétigo appelé localement « mal de saint Méen ») issue d'une source dans la grève de « Val ès Porcons » en contrebas de l'ancienne église de Saint-Méen.
Selon Ogée, les Vikings auraient ravagé Cancale et le pays de Dol en 996 : l'église cancalaise de Port-Pican ayant été pillée, débute la construction de l'église Saint-Méen-de-Judicaël à l'emplacement de l'église paroissiale actuelle. Le nom *Konkaven évolue en Cancaven que l'on retrouve pour la première fois dans une charte du duc Alain III de Bretagne en 1032, puis en Cauncall en gallo.

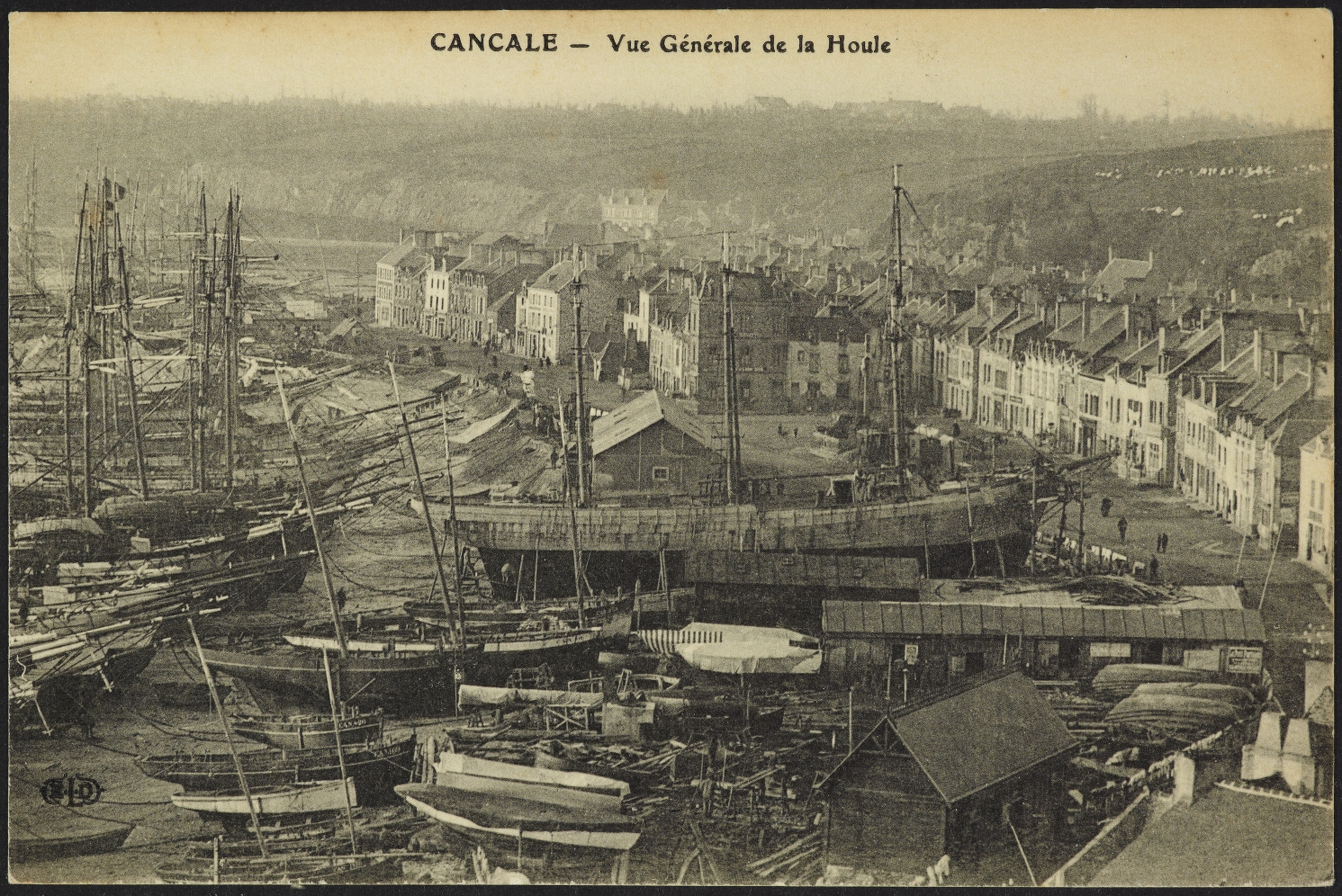
Carte postale du début du XXe siècle montrant les terre-neuviers à sec dans le port de La Houle.

Cancale est réputé dès le XVIe siècle pour ses marins engagés dans la « grande » pêche à Terre-Neuve sur les morutiers de Saint-Malo mais aussi de Cancale, puisque existaient des chantiers de construction de navires sur le port de la Houle (les derniers terre-neuviers construits dans ces chantiers quitteront le port après la grande grève des marins de 1911). De retour de leur campagne de pêche, les terre-neuvas pratiquent alors d'octobre à mars la pêche côtière, le maraîchage ou le ramassage des huîtres. François Ier accorde en 1545 au bourg de Cancale (jusque-là, il s'agissait d'une simple paroisse ressortissant du siège royal de Dinan) par lettres patentes le titre de « ville » à part entière pour sa qualité de fournisseur d'huîtres plates de la table royale, les échevins de Paris ayant passé un contrat pour être livrés deux fois par semaine. Le roi Henri II accorde à la ville le privilège de tirer le papegai.
Cancale est le port d'où partent en 1612 les navires de Daniel de La Touche, seigneur de la Ravardière, pour le Brésil : la Régente, la Charlotte et la Sainte Anne. Daniel de La Touche fut le fondateur de la ville de São Luis dans le Maranhão au Brésil.
C'est aussi le port d'où est parti le 30 août 1714, le premier Français à avoir fait le tour du monde, Guy Le Gentil de La Barbinais. Un tour du monde de plus de 3 ans à bord du Vainqueur, qui l'emmènera vers l'Amérique du Sud, la Chine, La Réunion et le Brésil. Presque 50 années avant Louis-Antoine de Bougainville,.
De nombreuses tentatives de débarquement de la part des Anglais, dans le but d'attaquer Saint-Malo par la terre, ont lieu notamment en 1758, 1779 (un boulet réputé tiré par un bateau anglais ornant le petit jardin du presbytère). Le 4 juin 1758, pendant la guerre de Sept Ans, la flotte anglaise commandée par Charles Marlborough débarqua à Cancale, et rembarqua le 11 juin. Clair Fraslin du Moncel (1688-1771), seigneur du Lorey et commandant de la place de Granville eut pour mission de repousser cette attaque, d'où la construction sur des plans de Vauban du fort des Rimains qui constitue la forteresse en mer la plus puissante de la région à cette époque (le fort sur l'île des Rimains étant racheté et restauré par le boulanger Lionel Poilâne).

### La Caravane

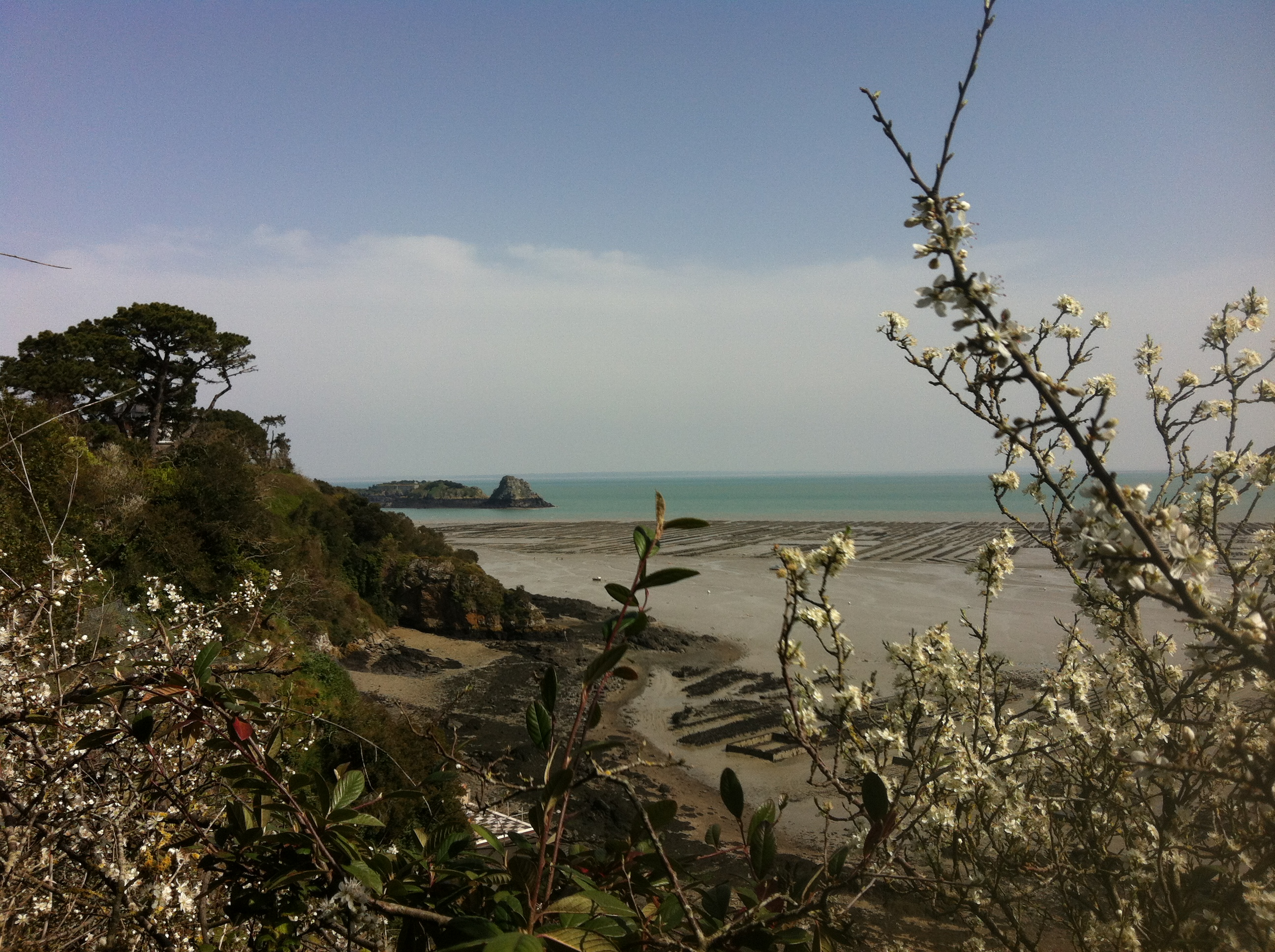
Ferme ostréicole au printemps.

Plus de cent millions d'huîtres plates étant chaque année extraites de la baie, Louis XVI publie en 1787 une ordonnance réglementant le dragage des huîtres pour éviter l'épuisement du gisement naturel : chaque printemps autour de la période de Pâques, les bisquines, surtoilées pour avoir suffisamment de puissance, avaient le droit d'aller draguer les huîtres pendant environ quinze jours. Dès le signal des gardes, une flottille de 200 bisquines se mettait en route, ce spectacle était appelé la caravane. À marée haute, elles venaient décharger leur pêche (coquilles vides et huîtres) dans le port, les tas de chaque bateau étant triés à marée basse par les femmes. Les huîtres sauvages pouvaient devenir énormes et s'appelaient alors pieds de cheval.
Avant la Seconde Guerre mondiale, les bateaux allaient à la voile puis ils furent remplacés par des bateaux de pêche (chalutiers et canots) à moteur. Chaque jour, le bateau des Affaires Maritimes surveillait la pêche limitée en temps, en général de 6 h du matin à 18 h. L'histoire de la Caravane ayant eu lieu un dimanche de Pâques a fait l'objet d'un roman de Roger Vercel : La caravane de Pâques.
Les bateaux ostréicoles sont aujourd'hui de grands chalands à fond plat en aluminium.

### Marguerite Le Paistour
Marguerite Julienne Le Paistour, née le 2 août 1720 à Cancale, se faisant passer pour un homme, parvint à être pendant plusieurs années le bourreau officiel de la Ville de Lyon, avant d'être démasquée et de passer dix mois en prison. Elle finit par se marier avec Noël Roche et eut une fille, prénommée Marguerite, née à Cancale en 1750,.

### XIXeetXXesiècles
Le tableau de John Singer Sargent représente un groupe de femmes et d'enfants qui vont ramasser des crustacés dans des bassins peu profonds pour leur dîner du soir. Il l'a présenté au Salon de Paris de 1878.
La ville est desservie par la ligne de chemin de fer secondaire à voie métrique et à traction vapeur des Tramways bretons la reliant à Saint-Malo, de 1898 à 1947.
La ville se développe principalement à partir de 1876 avec la construction de la nouvelle église paroissiale Saint-Méen et l'ouverture de l'axe du port de la Houle vers le centre-ville. Cancale est alors principalement composée de deux secteurs : le centre-ville (le « Bourg » ou « ville-haute ») où vivent armateurs, capitaines de navire et commerçants, et le port de la Houle (ou « ville-basse » en contrebas de la falaise, sise sur un amas coquiller) où habitent les pêcheurs principalement dans des maisons abritées des « rues de derrière ».

Le tramway
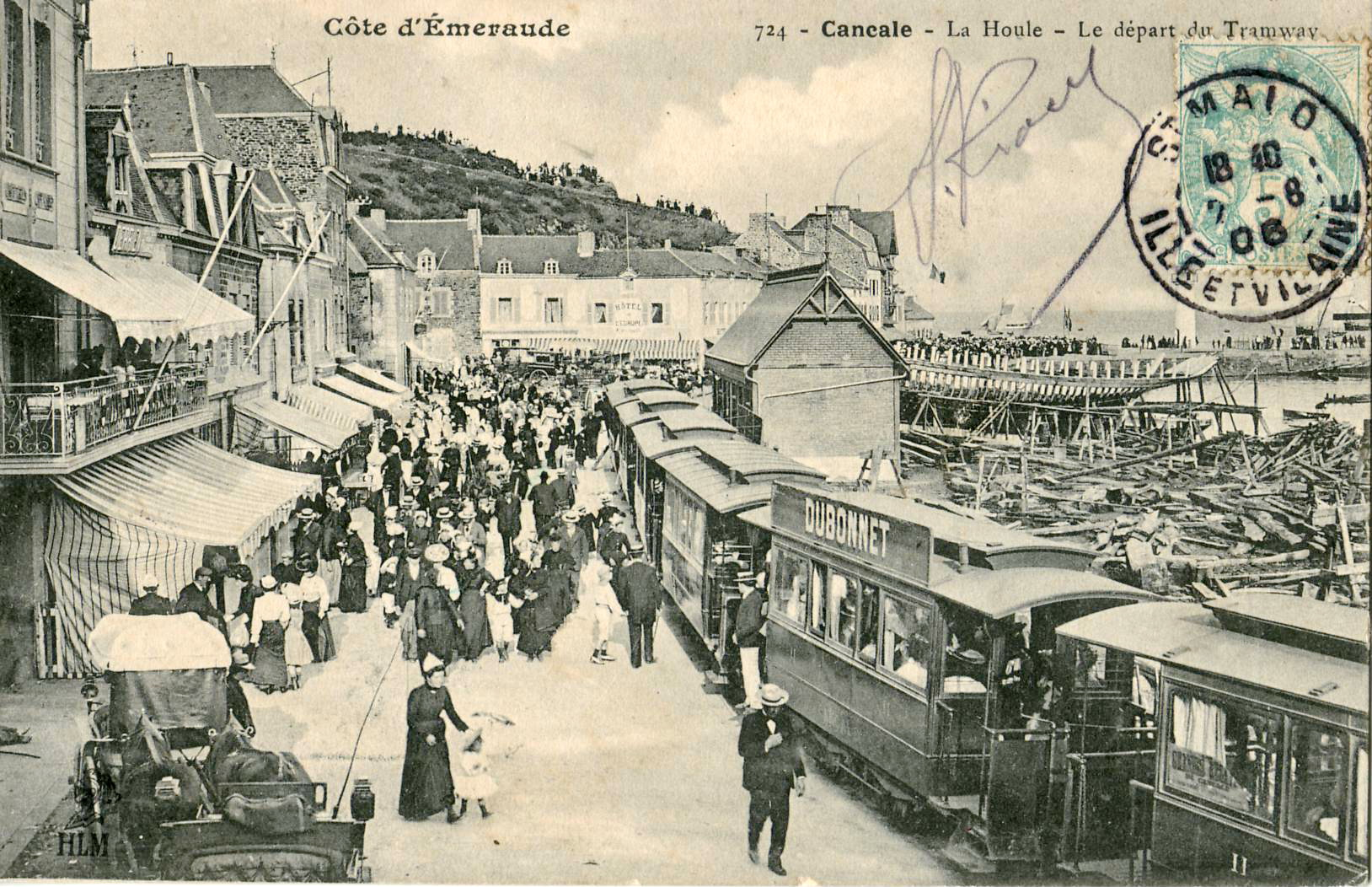
Forte animation à La Houle, pour ce départ d'une rame des Tramways bretons vers 1906. On distingue un bateau en construction à l'arrière-plan.
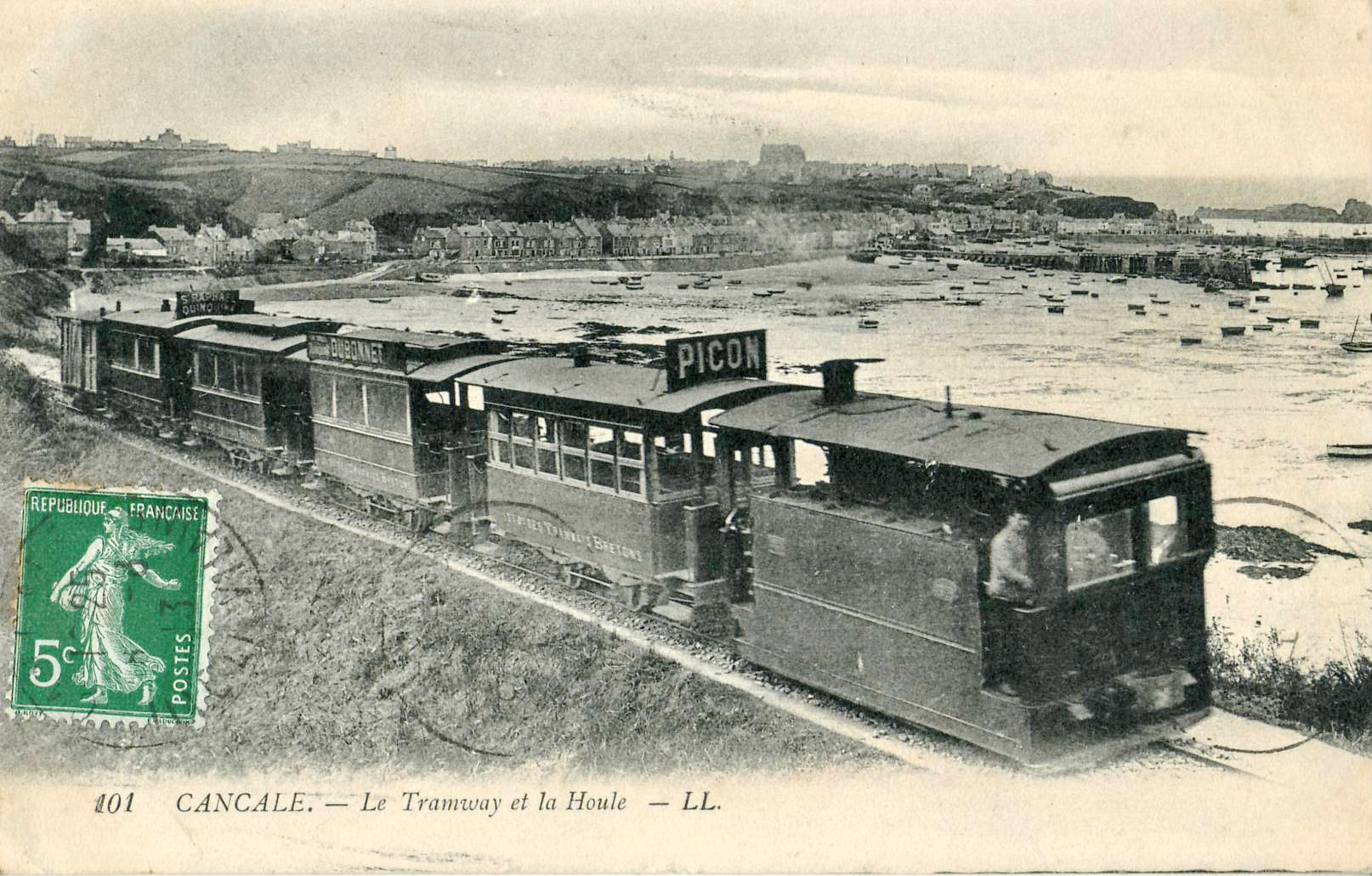
Rame des Tramways bretons devant la Houle, avant la Première Guerre mondiale.

Après la Seconde Guerre mondiale, des lotissements ceinturent la ville au nord et à l'ouest, englobant progressivement les anciens villages ruraux de la Verrie, la Forge et la Ville Pain.
En raison du froid exceptionnel (−16 °C), dans la nuit du 19 au 20 janvier 1963, le port de la Houle se retrouve gelé et pris par la banquise pendant toute une semaine. Les parcs à huîtres sont très touchés et, selon Cancale, 100 ans de vie municipale, 80 % des huîtres plates sont détruites à cette période.

### XXIesiècle
En 2019, l'élevage des huîtres de Cancale est inscrit au patrimoine culturel immatériel de l'Unesco.

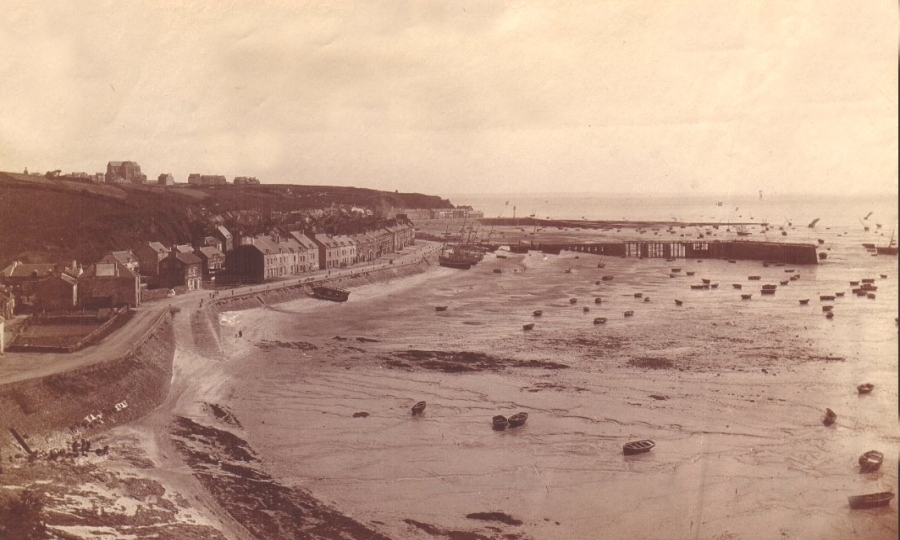
Le port de la Houle en 1896.
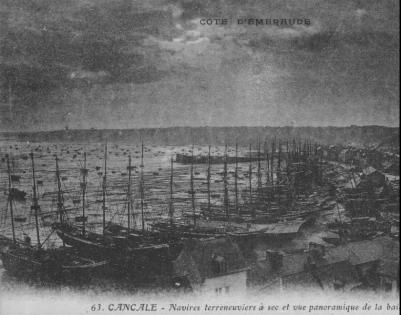
Carte postale du port de Cancale en novembre/décembre 1903.
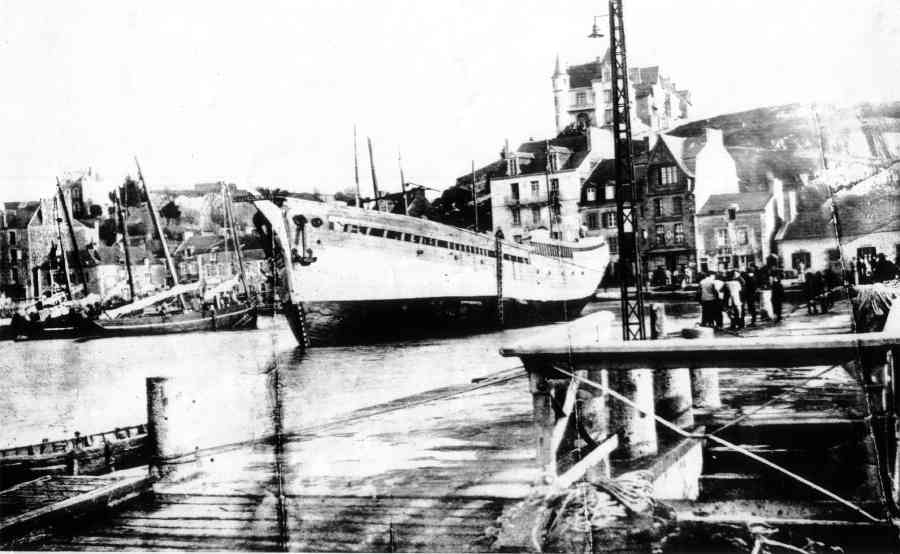
Le Georges-Clemenceau, dernier trois-mâts à avoir été construit à Cancale (1919)[52].
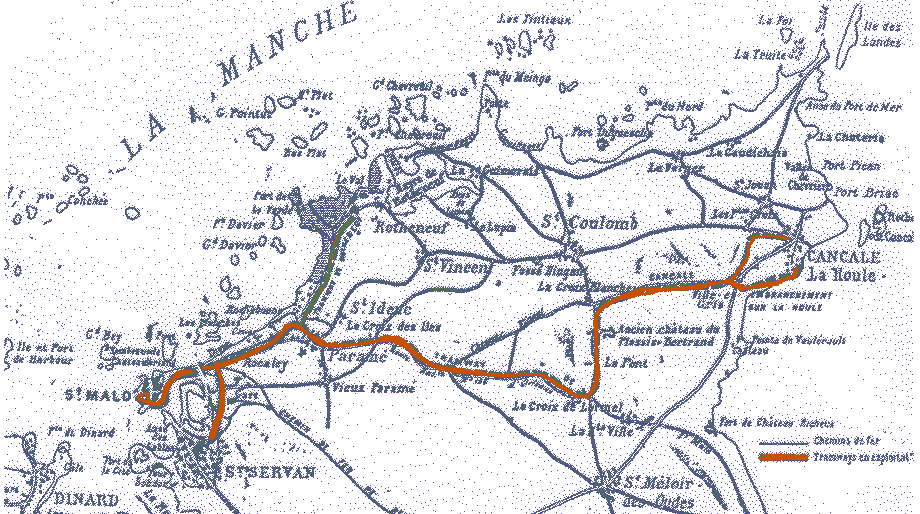
Le tracé du tramway entre Saint-Malo et Cancale, publié en 1893 par le journal Le Salut.

## Politique et administration

### Liste des maires
Le nombre d'habitants au dernier recensement étant compris entre 5 000 et 9 999, le nombre de membres du conseil municipal est de 29.
Depuis la Libération, neuf maires se sont succédé à la tête de la commune :
| Période                                  | Période                   | Identité           | Étiquette        | Qualité |
| ---------------------------------------- | ------------------------- | ------------------ | ---------------- | --- |
| Les données manquantes sont à compléter. |                           |                    |                  | |
| 5 novembre 1944                          | 19 mai 1945               | Francis Dupuy      | SFIO             | Commerçant retraité |
| 19 mai 1945                              | 2 février 1950 (décès)    | Adolphe Robin      | MRP              | Capitaine au long cours Conseiller général du canton de Cancale (1945 → 1949)                                                                                      |
| 8 avril 1950                             | 28 mars 1965              | Émile Lecerf       | MRP              | |
| 28 mars 1965                             | 25 mars 1977              | Olivier Biard      | UDR puis RPR     | Agriculteur Conseiller général du canton de Cancale (1949 → 1985)                                                                                                  |
| 25 mars 1977                             | 23 avril 1978 (démission) | Noël Lecossois     | SE-DVD           | Inspecteur central des impôts Démissionnaire pour raison de santé                                                                                                  |
| 23 avril 1978                            | 25 mars 1989              | Jean Raquidel      | DVD              | Ostréiculteur, capitaine au long cours retraité Conseiller général du canton de Cancale (1985 → 1998)                                                              |
| 25 mars 1989                             | 26 mars 2001              | Joseph Pichot      | DVD              | Ostréiculteur |
| 26 mars 2001                             | mars 2008                 | Maurice Jannin     | DVG              | Professeur de mathématiques retraité Conseiller général du canton de Cancale (1998 → 2015)                                                                         |
| mars 2008                                | En cours                  | Pierre-Yves Mahieu | DVD puis PCD/VIA | Ancien directeur de chambre d'agriculture Conseiller départemental du canton de Saint-Malo-1 (2015 → 2021) 2e vice-président de Saint-Malo Agglomération (2014 → ) |

### Jumelages
| Ville | Ville         | Pays | Pays      | Période     |
| ----- | ------------- | ---- | --------- | ----------- |
|       | Arnstein      |      | Allemagne | depuis 1988 |
|       | Les Saisies   |      | France    |             |
|       | Mittelwihr    |      | France    |             |
|       | Saint-Clément |      | Jersey    | depuis 2014 |
|       | Tanum         |      | Suède     | depuis 2020 |

## Population et société

### Démographie
L'évolution du nombre d'habitants est connue à travers les recensements de la population effectués dans la commune depuis 1793. Pour les communes de moins de 10 000 habitants, une enquête de recensement portant sur toute la population est réalisée tous les cinq ans, les populations de référence des années intermédiaires étant quant à elles estimées par interpolation ou extrapolation. Pour la commune, le premier recensement exhaustif entrant dans le cadre du nouveau dispositif a été réalisé en 2007.

En 2022, la commune comptait 5 554 habitants, en évolution de +7,97 % par rapport à 2016 (Ille-et-Vilaine : +5,46 %, France hors Mayotte : +2,11 %).
| 1793  | 1800  | 1806  | 1821  | 1831  | 1836  | 1841  | 1846  | 1851  |
| ----- | ----- | ----- | ----- | ----- | ----- | ----- | ----- | ----- |
| 3 177 | 3 003 | 3 414 | 4 121 | 4 880 | 5 151 | 5 230 | 5 065 | 5 826 |

| 1856  | 1861  | 1866  | 1872  | 1876  | 1881  | 1886  | 1891  | 1896  |
| ----- | ----- | ----- | ----- | ----- | ----- | ----- | ----- | ----- |
| 6 105 | 6 352 | 6 400 | 6 654 | 6 239 | 6 523 | 6 721 | 6 578 | 6 641 |

| 1901  | 1906  | 1911  | 1921  | 1926  | 1931  | 1936  | 1946  | 1954  |
| ----- | ----- | ----- | ----- | ----- | ----- | ----- | ----- | ----- |
| 6 549 | 7 061 | 7 627 | 6 635 | 6 340 | 6 029 | 5 635 | 5 569 | 5 463 |

| 1962  | 1968  | 1975  | 1982  | 1990  | 1999  | 2006  | 2007  | 2012  |
| ----- | ----- | ----- | ----- | ----- | ----- | ----- | ----- | ----- |
| 5 236 | 5 019 | 4 780 | 4 638 | 4 910 | 5 203 | 5 285 | 5 293 | 5 231 |

| 2017  | 2022  | - | - | - | - | - | - | - |
| ----- | ----- | - | - | - | - | - | - | - |
| 5 121 | 5 554 | - | - | - | - | - | - | - |

### Enseignement
La commune possède sur son territoire différents établissements scolaires subventionnés par la commune dont :
- l'école maternelle publique ;
- l'école maternelle et primaire privées Notre-Dame-du-Verger ;
- l'école primaire publique Les Terre-Neuvas ;
- le collège René-Cassin ;
- le collège Saint-Joseph.

Mais on trouve également à Cancale une école de musique et de peinture, ainsi qu'une école de voile.

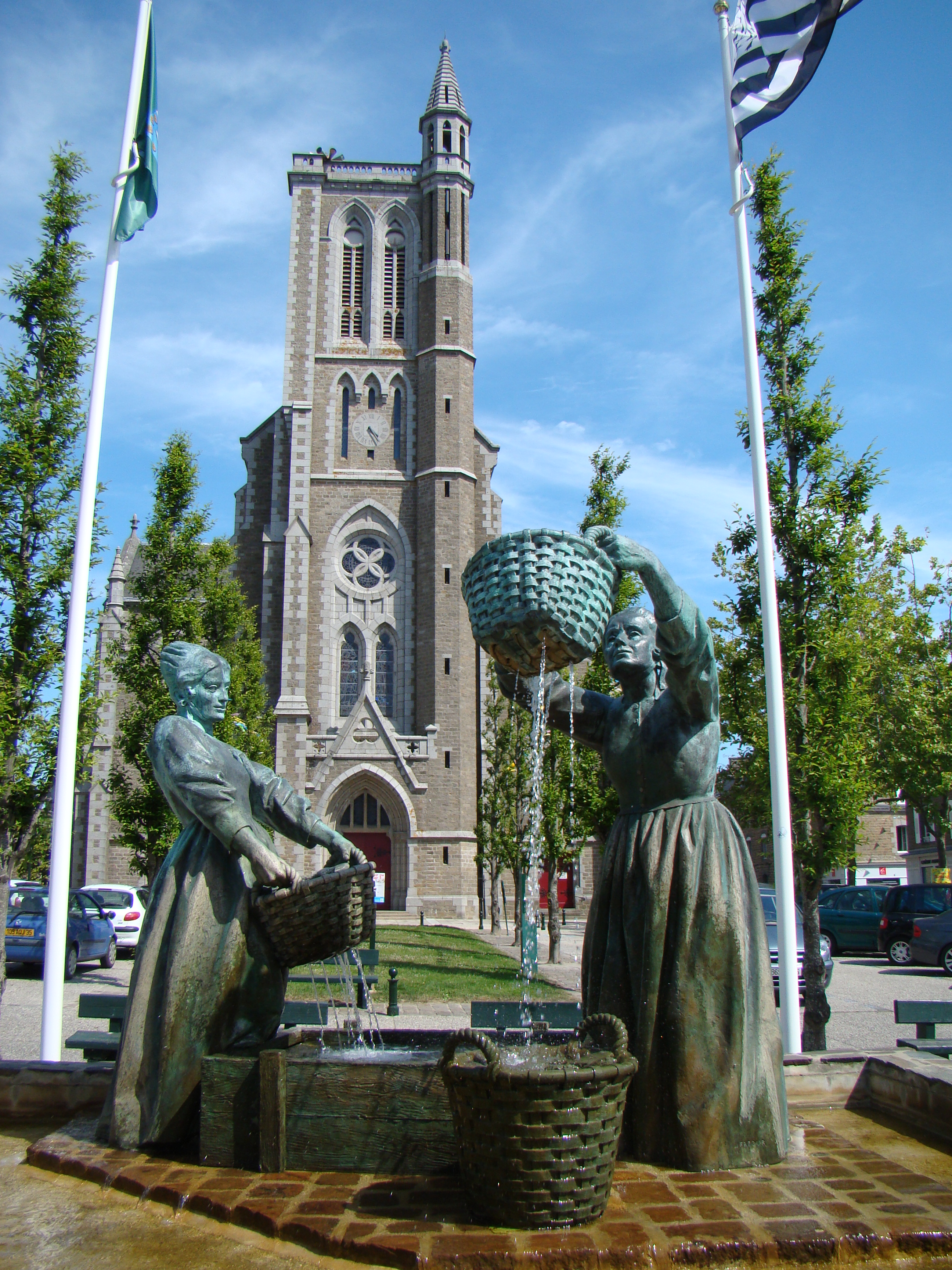
La fontaine « Les laveuses d'huîtres » et l'église Saint-Méen.

### Santé
Le nouvel hôpital de Cancale est actuellement opérationnel et installé dans la ZAC des Près-Bosgers.

### Cultes
Le seul lieu de culte à Cancale se trouve rue Jean-Marie-Savatte à proximité de la rue du Port. C'est une église, dédiée à saint Méen, datant du XVIIIe siècle. Elle a été construite de 1715 à 1727 sur les plans de l'architecte Siméon Garangeau et agrandie de 1836 à 1838. Elle a été inscrite au titre des monuments historiques par arrêté du 29 décembre 1982.

## Économie

### Revenus de la population et fiscalité
En 2010, le revenu fiscal médian par ménage était de 27 810 €, ce qui plaçait Cancale au 18 040e rang parmi les 31 525 communes de plus de 39 ménages en métropole.

### Emploi
En 2009, la population âgée de 15 à 64 ans s'élevait à 3 201 personnes, parmi lesquelles on comptait 65,9 % d'actifs dont 58,1 % ayant un emploi et 7,7 % de chômeurs.
On comptait 1 754 emplois dans la zone d'emploi, contre 1 461 en 1999. Le nombre d'actifs ayant un emploi résidant dans la zone d'emploi étant de 1 883, l'indicateur de concentration d'emploi est de 93,1 %, ce qui signifie que la zone d'emploi offre presque un emploi pour chaque habitant actif.

### Entreprises et commerces
Au 31 décembre 2010, Cancale comptait 1 335 établissements : 110 dans l'agriculture-sylviculture-pêche, 41 dans l'industrie, 45 dans la construction, 608 dans le commerce-transports-services divers et 531 étaient relatifs au secteur administratif.
En 2011, 40 entreprises ont été créées à Cancale, dont 15 par des autoentrepreneurs.

#### Agriculture et pêche
Agriculture : cultures maraîchères, (primeurs : choux-fleurs notamment).
Pêche hauturière, port appartenant à la Région Bretagne et sous concession actuelle à la Chambre de commerce et d'industrie du pays de Saint-Malo- Fougères.
L'ostréiculture est l'une des principales activités de Cancale qui est le principal producteur français d'huitres plates (90 % de la production) mais qui est en baisse depuis 2012 à cause de facteurs environnementaux. Ses huitres plates et creuses sont réputés au niveau national et international.

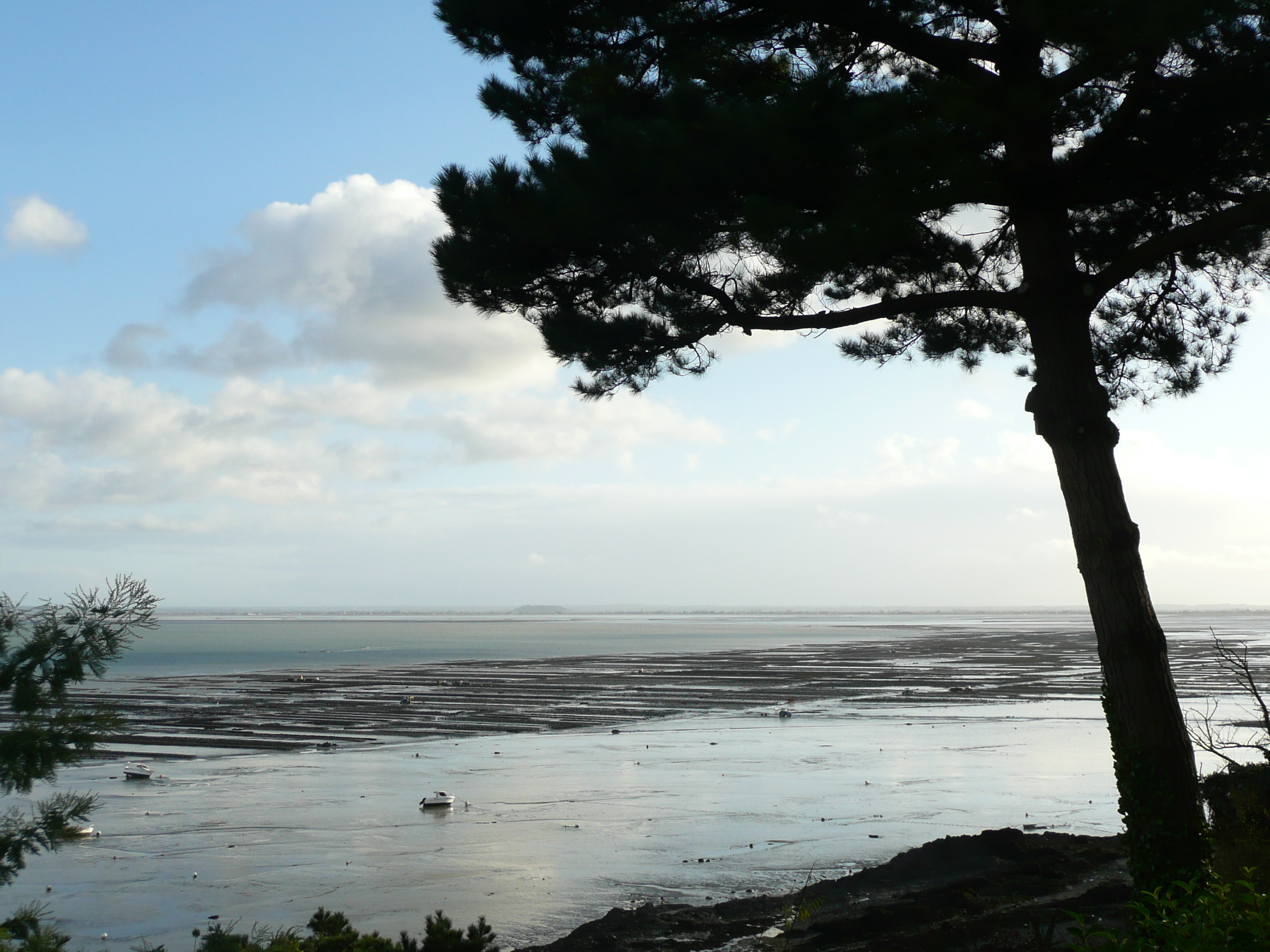
Les parcs à huîtres.
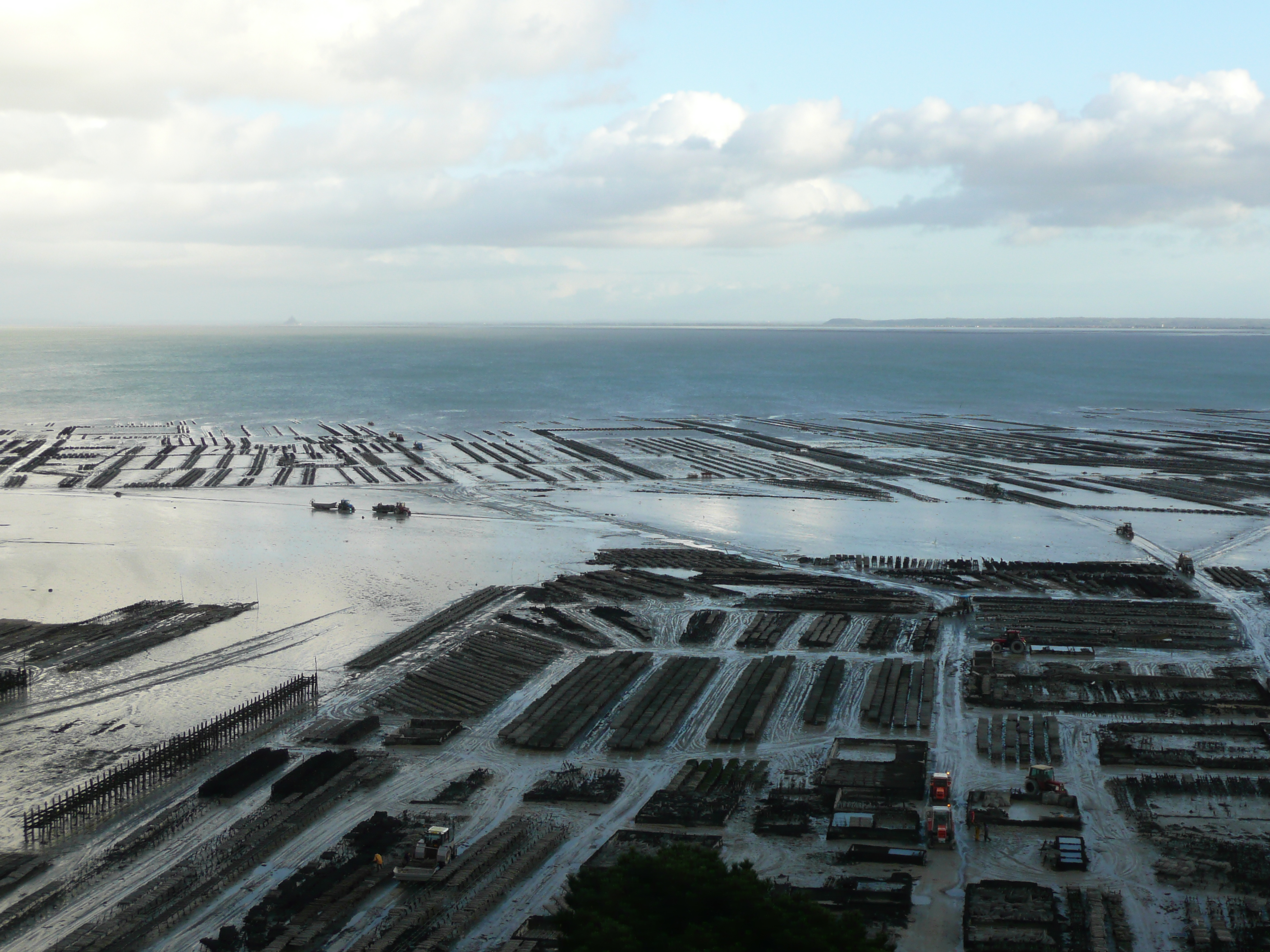
Les parcs à huîtres.
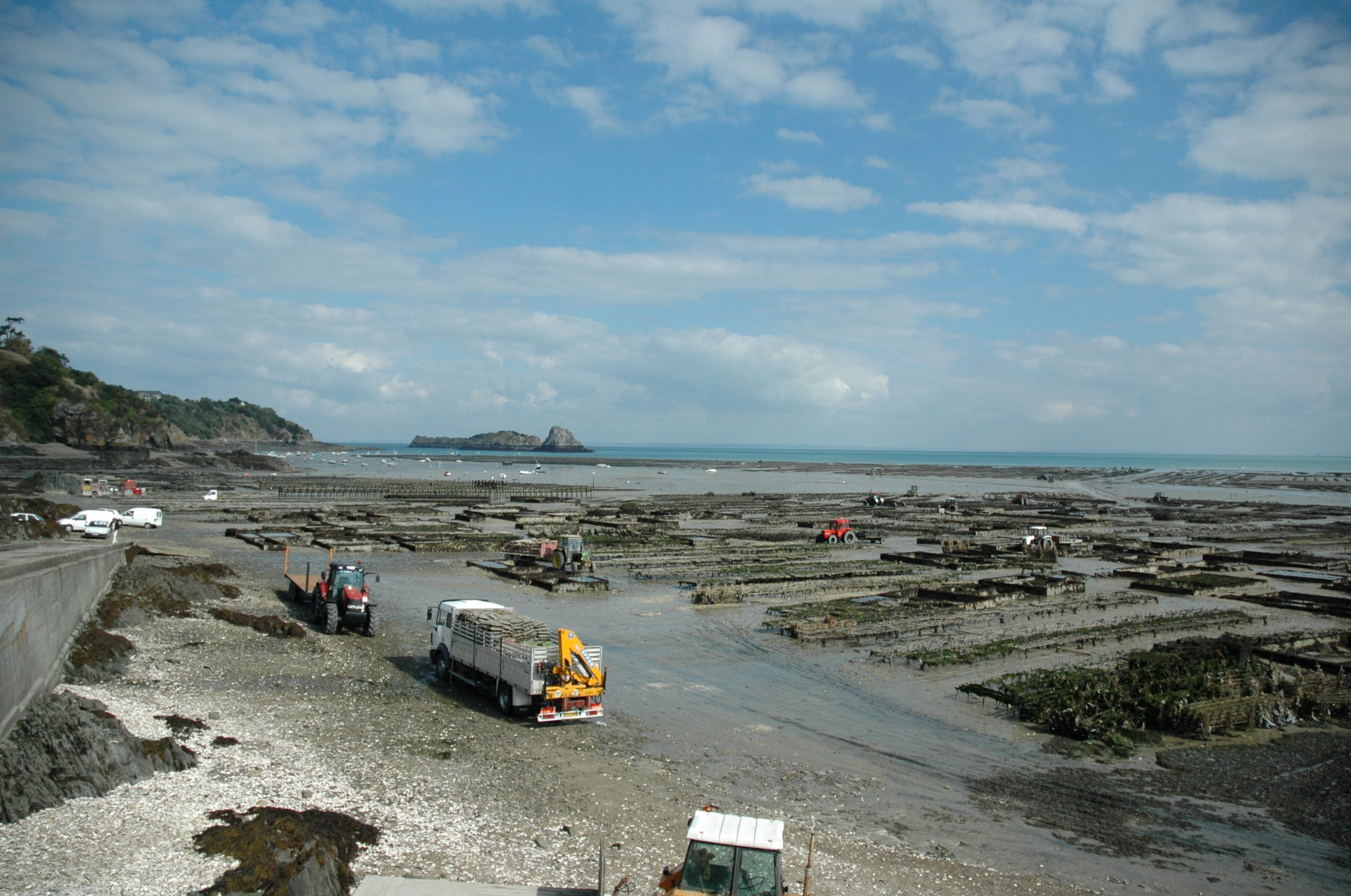
Les bassins d'huîtres.
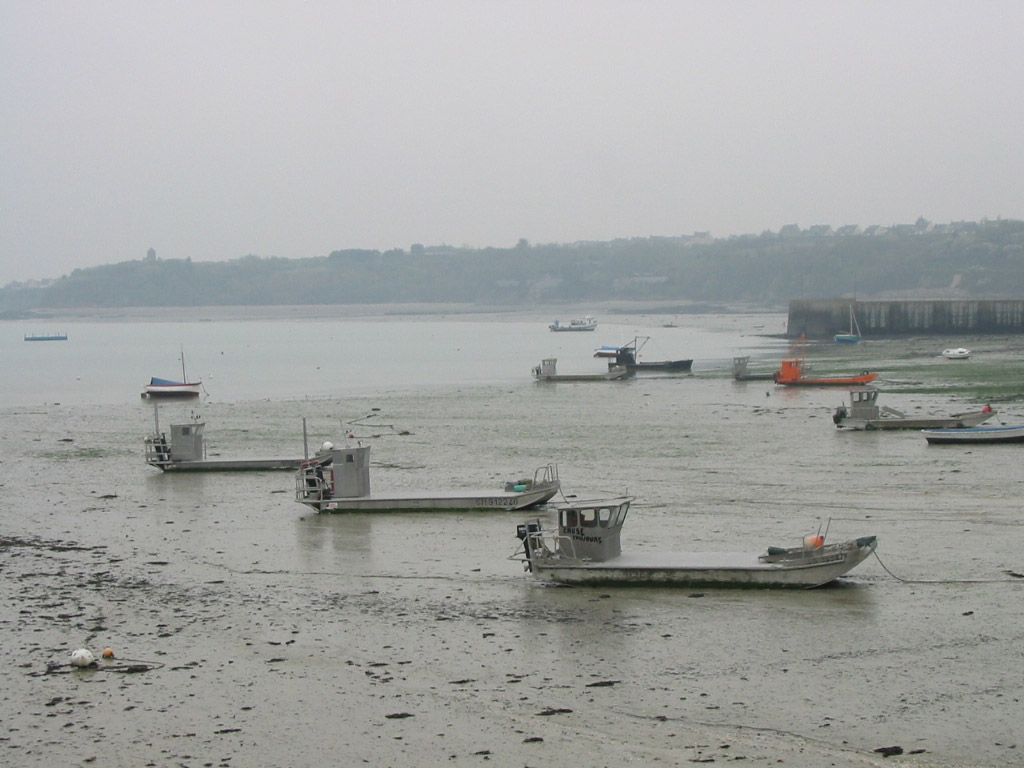
Barges à fond plat pour le transport.
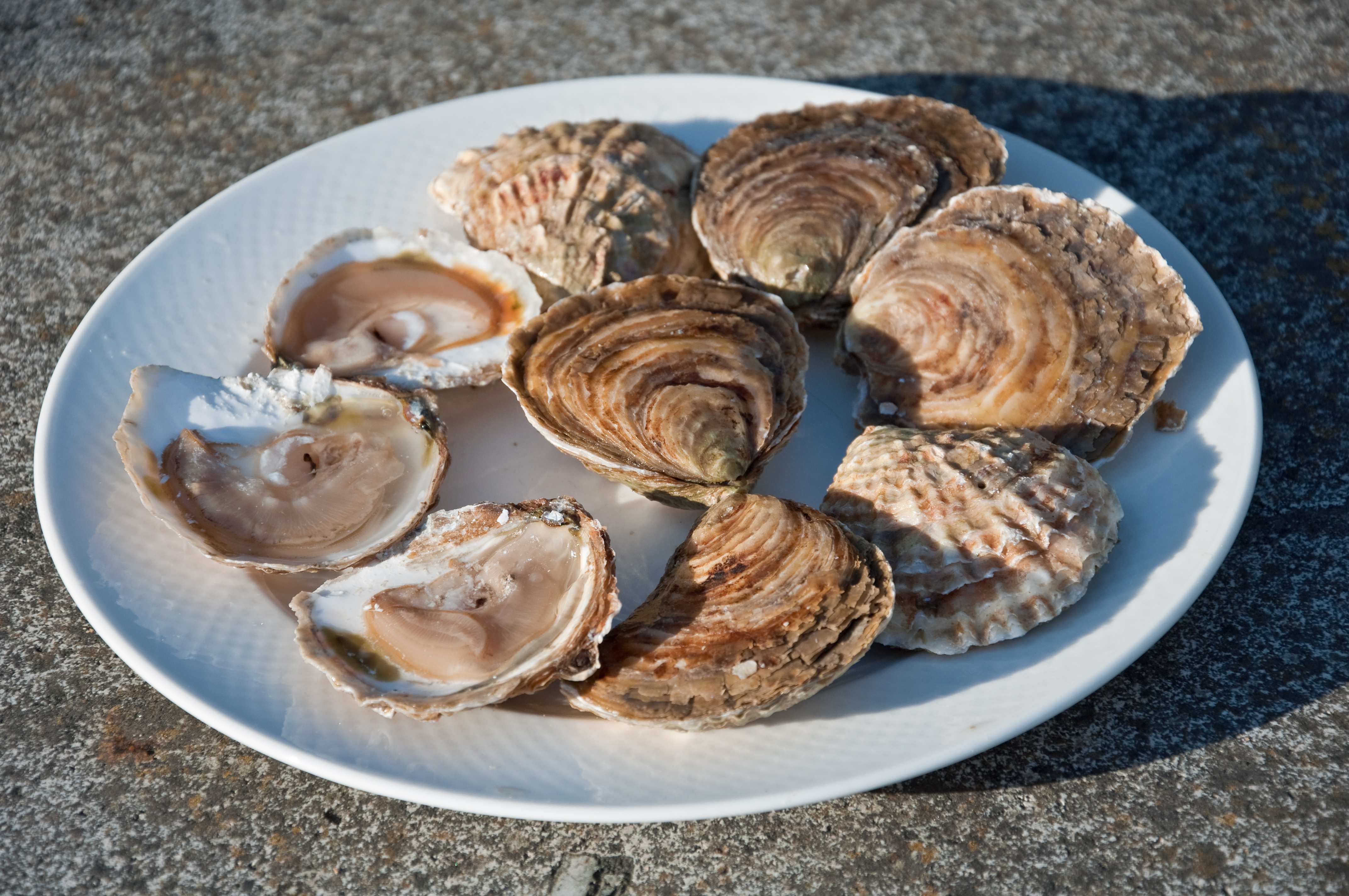
Belons de Cancale prêtes à être consommées.
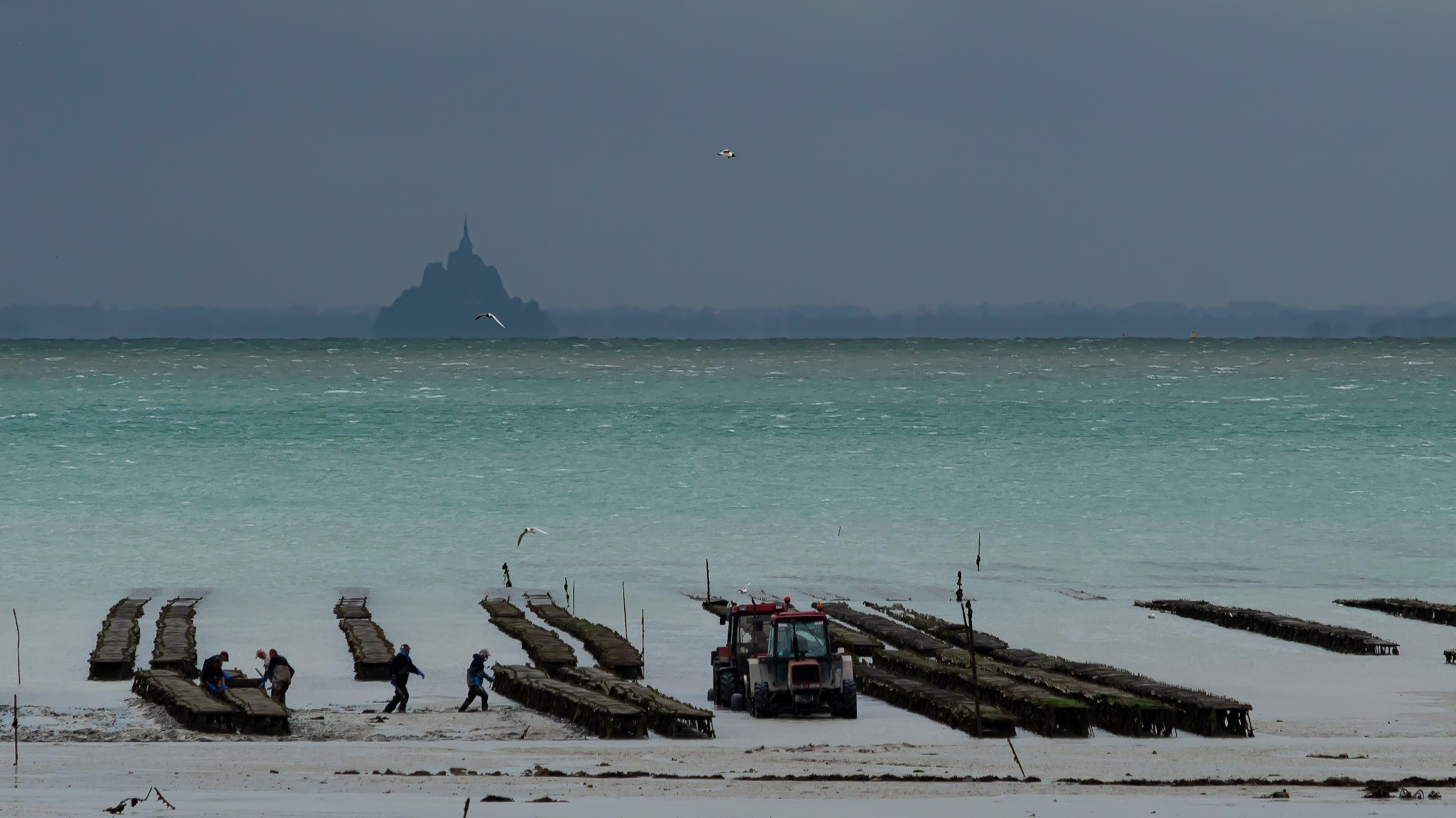
Récolte des huîtres.

#### Tourisme

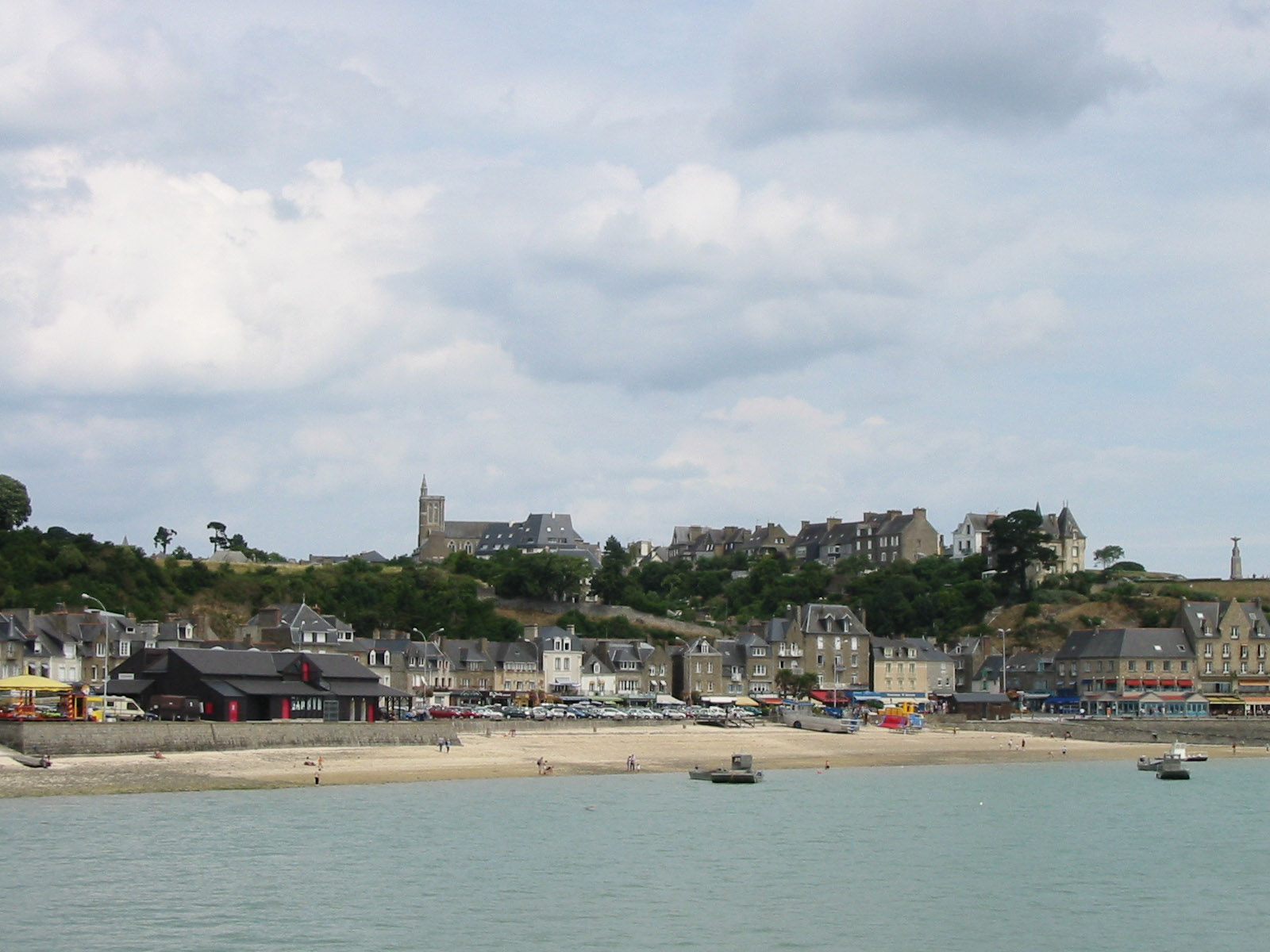
La plage et l'église.

Le tourisme y est assez important, baie du Mont Saint-Michel, ses plages, et sa proximité avec Saint-Malo.
De nombreuses boutiques, hôtels et restaurants accueillent les touristes le long du port de pêche et de la digue.

## Culture locale et patrimoine

### Monuments et lieux touristiques
La commune compte trois lieux et monuments classés ou inscrits au titre des monuments historiques et 489 lieux et monuments recensés à l'inventaire général du patrimoine culturel.

#### Monuments historiques

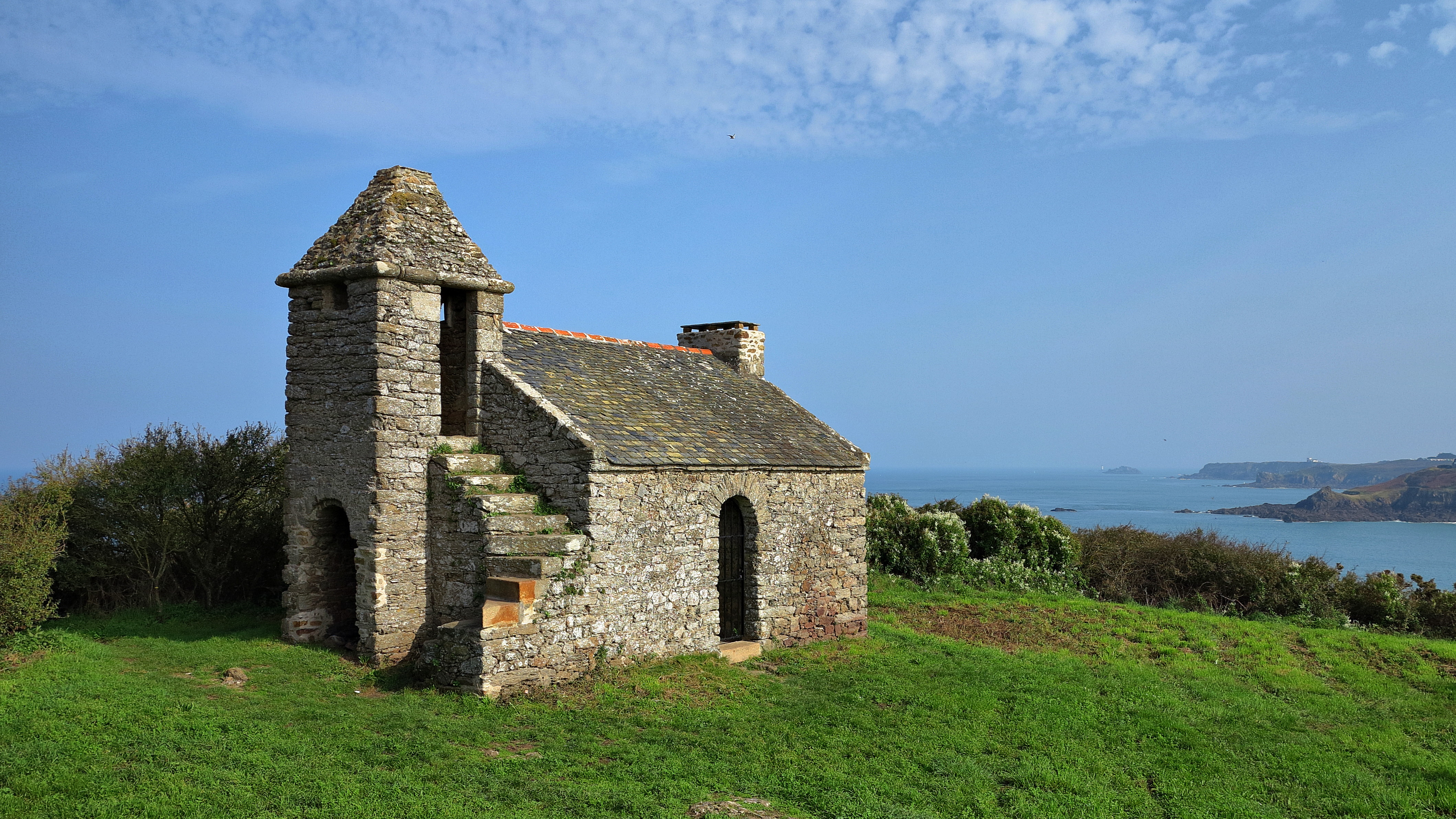
Le corps de garde des Daules.

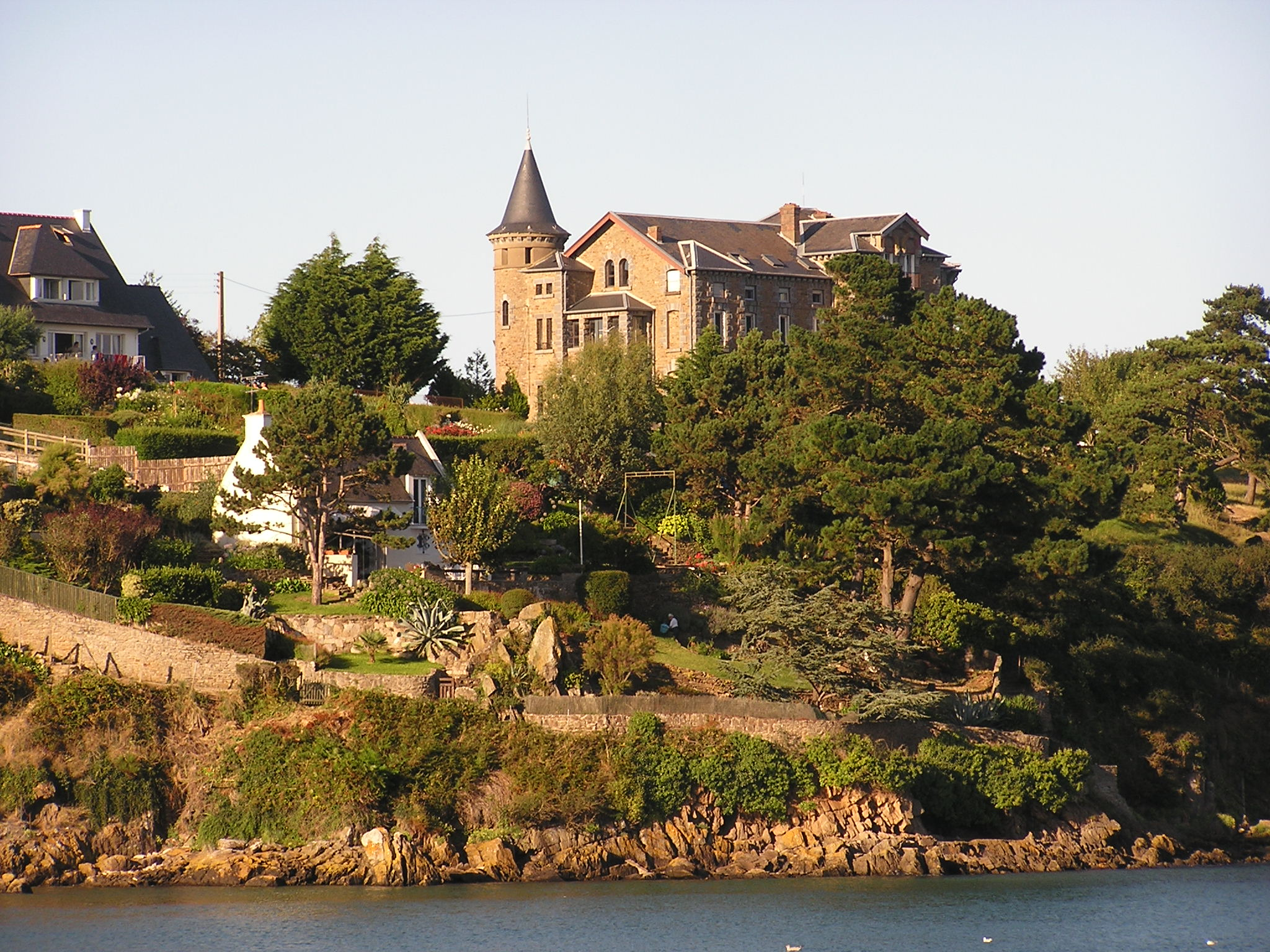
Le castel de Barbe-Brûlée.

- L'ancienne église Saint-Méen, construite de 1715 à 1727 par l'architecte Siméon Garangeau à l'emplacement d'une église primitive datant du Moyen Âge, agrandie de 1836 à 1838. Elle a été inscrite par arrêté du 29 décembre 1982[62]. De la plate-forme supérieure de la nouvelle église, on a un panorama étendu sur la baie du Mont-Saint-Michel, Granville et une quarantaine de clochers à la ronde. Par temps clair, vue sur les îles Chausey. Depuis 1982, elle abrite le cinéma et le musée des Arts et Traditions populaires de Cancale. Il est consacré aux arts et traditions du pays cancalais : pêche, ostréiculture, agriculture, vie des Cancalaises, coiffes et costumes, mobilier.
- Le corps de garde des Daules, édifié au XVIIe siècle dans l'anse du Verger ; il s'agit du dernier corps de garde édifié par Sébastien Le Prestre de Vauban sur les côtes du département. Il a été classé par arrêté du 3 mai 1955[67].
- La jetée de la cale de l'Épi ou môle de l'Épi, construite en pierres en 1837 pour remplacer la digue de fortune accordée par les États généraux de Bretagne en 1773. La jetée fut construite en épi insubmersible sur 50 mètres sur le système des môles antiques, percée de 21 arches (leur but d'éviter l'ensablement fut un échec) séparée par des escaliers destinés à faciliter l'accostage ou le débarquement, système unique en France[68]. Face à l'ensablement[69], elle fut prolongée en 1885 par un musoir en pierre et béton relié à la partie ancienne par une estacade. Elle est inscrite par arrêté du 21 novembre 1995[70].

#### Autres lieux et monuments
- Paysages de la côte (rocher de Cancale, fort des Rimains, pointe du Grouin, baie du Mont-Saint-Michel) notamment via les anciens chemins de douaniers du GR34.
- Musée des bois sculptés. Il rassemble des sculptures en haut relief exécutées par l'abbé Quémerais (1879-1955), natif de Cancale. Elles ont pour thème le Poème de la pomme qui évoque les travaux et les réjouissances nés de ce fruit, l'Apothéose des sports, l'Épopée de la délivrance nationale, la Croix du sacrifice. Plus de 300 personnages sont ainsi représentés sur des panneaux en chêne, avec une telle minutie dans le détail que chaque scène semble être animée.

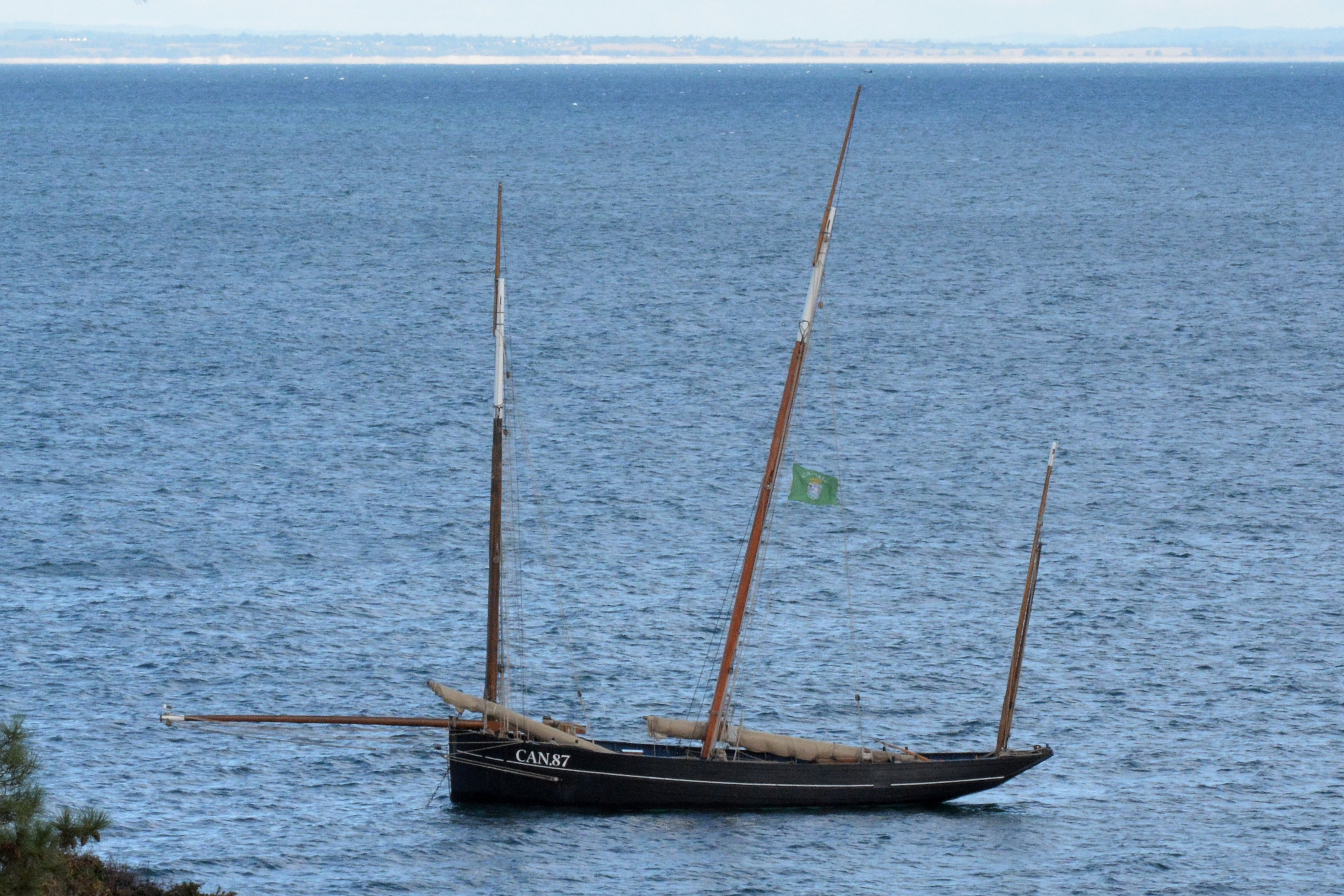
Bisquine La Cancalaise.

- La Cancalaise est une réplique de bisquine construite en 1987.
- Le port, dit port de la Houle. Les allées et venues des tombereaux chargés d'huitres, les marchands, le retour des bateaux de pêche à marée haute. Le port est bordé par un quartier adossé à la falaise, aux ruelles étroites et où vivaient les marins-pêcheurs.L'inauguration du Monument à Daniel de La Touche de La Ravardière, le 8 septembre 2012.

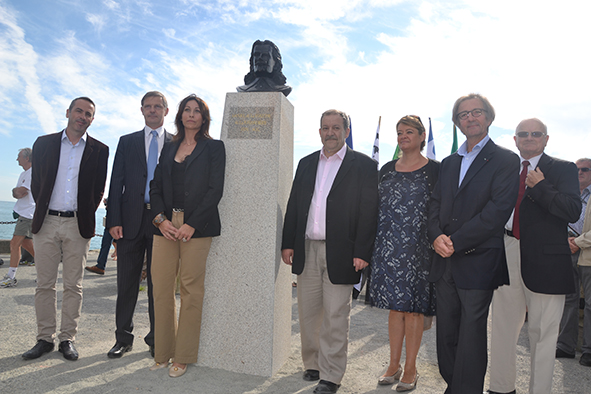
L'inauguration du Monument à Daniel de La Touche de La Ravardière, le 8 septembre 2012.

- Ferme marine (musée sur l'huître et les coquillages). Situé au cœur d'une entreprise ostréicole, ce musée explique l'évolution des techniques de culture de l'huître, ainsi que le métier de l'ostréiculteur à travers les âges. Une collection de coquillages (plus de 1 500, venus du monde entier) et un film font découvrir ce métier de « jardinier de la mer ».
- La maison natale de Jeanne Jugan[71].
- Port-Mer : il s'agit d'une crique avec une plage, située avant la pointe du Grouin ; le front de mer est bordé d'habitations, de restaurants et d'une école de voile. Sur le côté nord de la plage, sur un promontoire rocheux, se trouve le castel de Barbe-Brûlée. Ce nom de Barbe-Brûlée est attesté depuis 1700 ; en 1758, un rapport militaire mentionne la « batterie de Barbe Brûlée », qui compte deux canons. Le castel est construit en 1902-1904 à la demande de la famille du commandant Hériot, qui lui sert pour ses vacances en famille. En 1920, Cyprienne Dubernet, la veuve du commandant, l'offre à l'École militaire enfantine Hériot, qui accueille des enfants pendant l'été. Pendant la Seconde Guerre mondiale, les Allemands occupent le château et construisent autour des blockhaus (qui existent toujours). Propriété de l'École régionale Hériot, le castel est de nos jours un établissement de l'Éducation nationale et accueille des classes de mer et des colonies de vacances[72].
- L'église Saint-Méen a été construite en 1875 par l'architecte Alfred-Louis Frangeul sur les restes de l'ancien manoir de Bellevue[73], mais faute d'argent, une partie du chœur, des bas-côtés et la tour du clocher ne sont pas réalisés à la fin des travaux en 1886. Un incendie détruit la toiture en 1906. L'architecte Hyacinthe Perrin termine l'église en 1931-32, en respectant les plans de Frangeul de 1875, avec l'entrepreneur Brunet. Il ajoute à la tour du clocher, une lanterne des morts. Sur la place de l'église se dresse une fontaine avec une sculpture, bronze de l'artiste Jean Fréour, composée de deux laveuses d'huîtres symbolisant le travail des Cancalaises au début du XXe siècle avant la mécanisation[74].
- Monument à Daniel de La Touche de La Ravardière, fondateur de la ville de São Luis au Brésil, inauguré le 8 septembre 2012[75]. L'œuvre en bronze de Patrick Abraham a été érigée près du phare de la Houle à l'initiative du musée de Cancale.
- Château de la Vallée, malouinière typique édifiée au XVIIIe siècle, résidence de la famille Dubois de La Cotardière.

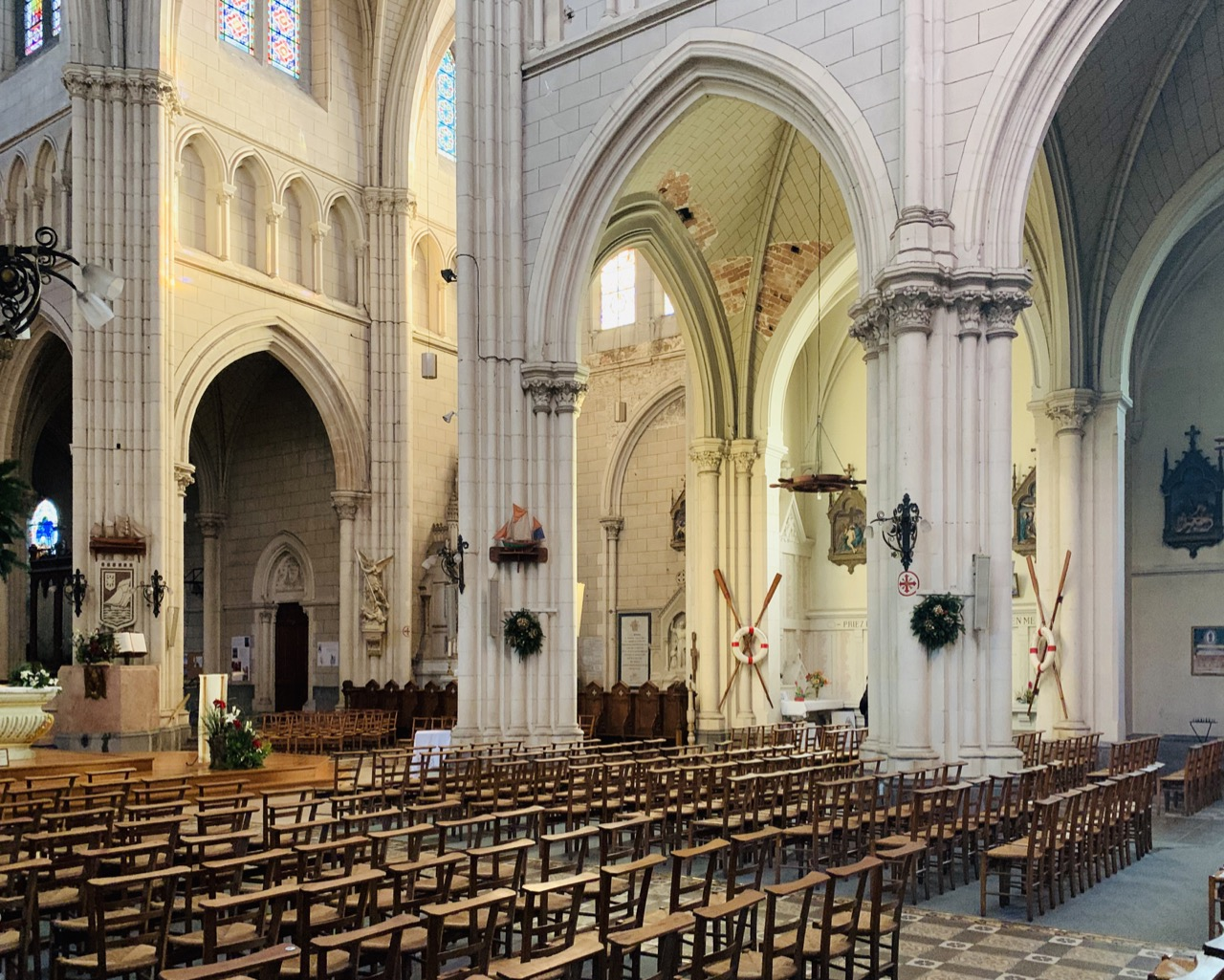
Intérieur de l'église Saint-Méen.
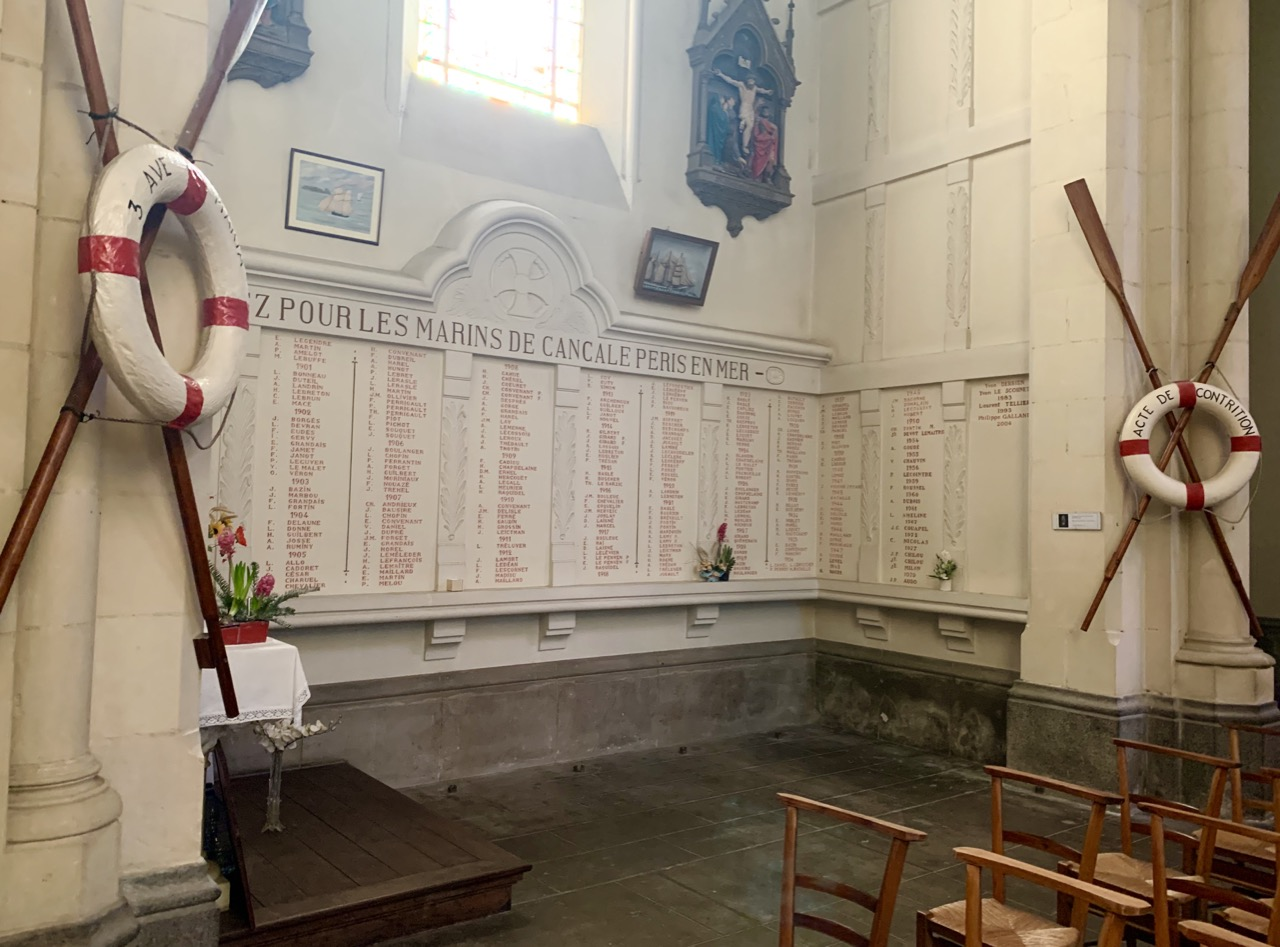
Marins de Cancale péris en mer.
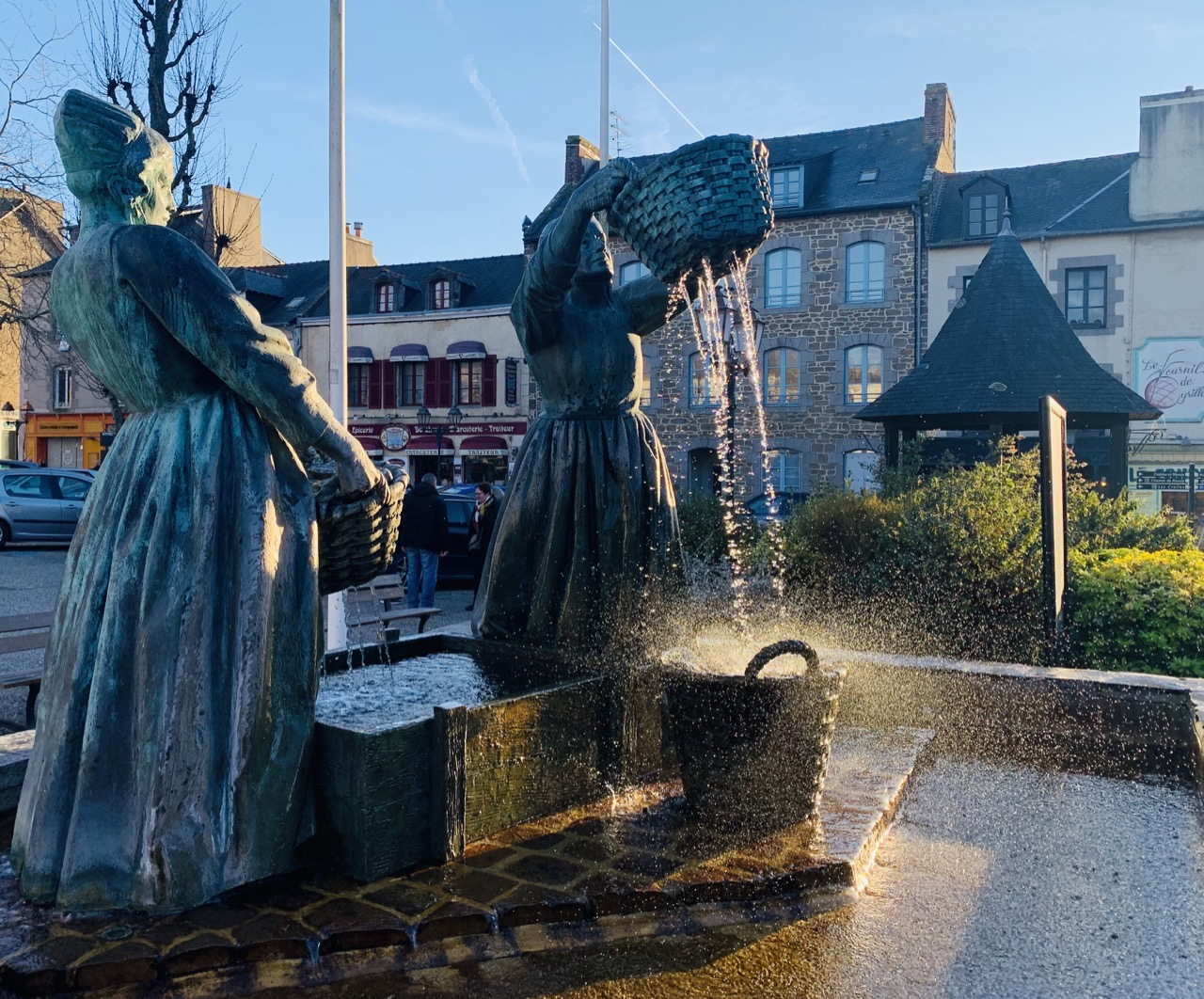
Statues des « laveuses d'huîtres ».
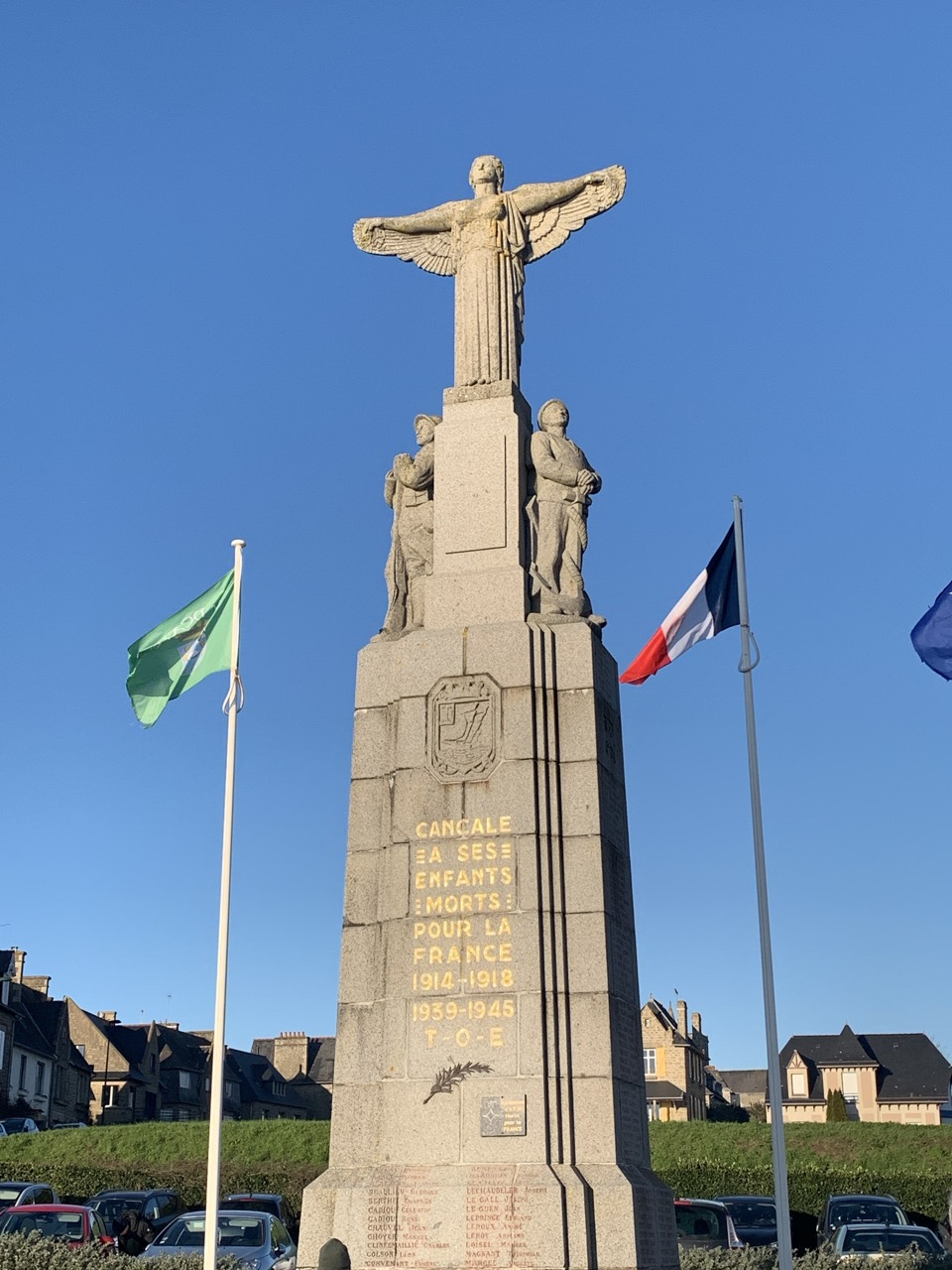
Monument aux morts de Cancale.

### Cancale et la peinture

John Singer Sargent, En route pour la pêche ou Les Ramasseuses d'huîtres de Cancale (1878), huile sur toile, Londres, National Gallery of Art.

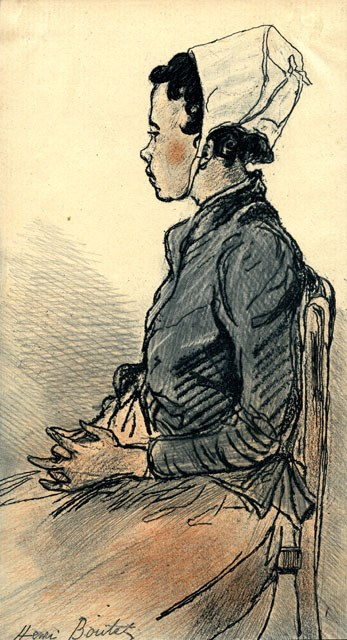
Henri Boutet, Cancalaise (1906), eau-forte, Quimper, musée départemental breton.

Cancale a inspiré de nombreux peintres, notamment John Singer Sargent. La ville commanda à l'artiste peintre et céramiste Dodik Jégou une fresque en céramique qu'elle réalisa avec la collaboration des élèves et des enseignants du CEG de Cancale, mais qui fut détruite vers 2005.
Plusieurs artistes peintres, plasticiens, graveurs et sculpteurs sont installés à Cancale et ont un atelier-galerie ouvert au public et ce toute l'année.
Cancale a également une biennale d'arts, « L'Hareng Cancalais » (l'Art en Cancalais) depuis 2012. Cette biennale, créée et organisée par un collectif d'artistes professionnels cancalais, accueille des artistes, amateurs ou professionnels, venant des quatre coins de la France.

### Cancale et la musique
Cancale est le lieu du festival international Pibroc'h en bord de mer, sous l'impulsion de Jakez Pincet, consacré à la musique classique écossaise,,.

### Personnalités liées à la commune
- Daniel de La Touche (1570-1631), parti de Cancale pour fonder la ville de São Luís en 1612 au Brésil.
- Jeanne Jugan (1792-1879), fondatrice de la communauté des Petites sœurs des pauvres.
- Eugène Feyen (1815-1908), artiste peintre de Cancale.
- Augustin Feyen-Perrin (1826-1888), artiste peintre de Cancale, frère d'Eugène Feyen.
- Paul Paris-Jallobert (1838-1905), né à Cancale, prêtre, historien de la ville de Vitré.
- Roland Garros, aviateur, qui brisa le record d'altitude sur la plage de Cancale (1911)[79].
- Joseph Oberthur (1872-1956), peintre animalier, y est mort.
- Jean Dupas (1882-1964), peintre, dessinateur et décorateur, professeur à l'École nationale supérieure des beaux-arts de Paris, possédait une maison à Cancale.
- Jean Urvoy (1898-1989), peintre, écrivain et graveur, a souvent représenté Cancale dans ses œuvres.
- Auguste Denis-Brunaud (1903-1985), artiste-peintre.
- Francis Pellerin (1915-1998), sculpteur né à Cancale, Grand prix de Rome 1944[80].
- Yves Laloy (1920-1999), artiste peintre surréaliste[81],[82].
- René Vautier (1928-2015), cinéaste.
- Lionel Poilâne (1945-2002), boulanger de renommée internationale.
- Olivier Roellinger, né à Cancale en 1955, cuisinier étoilé.

### Héraldique
| Blason de Cancale | Blason  | D'azur à une bisquine de sable habillée d'argent, voguant sur des ondes de sinople mouvant de la pointe, accompagnée de douze huîtres d'or ordonnées en orle, brochant sur le tout, au franc-canton d'argent chargée d'une aigle bicéphale de sable becquée et membrée de gueules.. |
| Blason de Cancale | Détails | Le navire est en rapport avec la vocation maritime de la ville. L'huître symbole de l'industrie, de la richesse et du renom de Cancale. Par la présence de ses nombreux bancs d'huîtres naturelles, Cancale a été par le passé l'un des centres les plus importants de production d'huîtres plates de France.[réf. nécessaire] C'est aussi à Cancale que fut inventé le procédé de captage des larves d'huîtres pour en faire l'élevage, à une époque où les stocks d'huîtres plates « sauvages » commençaient à chuter de façon inquiétante. L'aigle bicéphale semble être issue des armes de la famille de Guérande. On la retrouve dans le blason de Fouesnant dans le Finistère. |